# Aleksander Gierymski

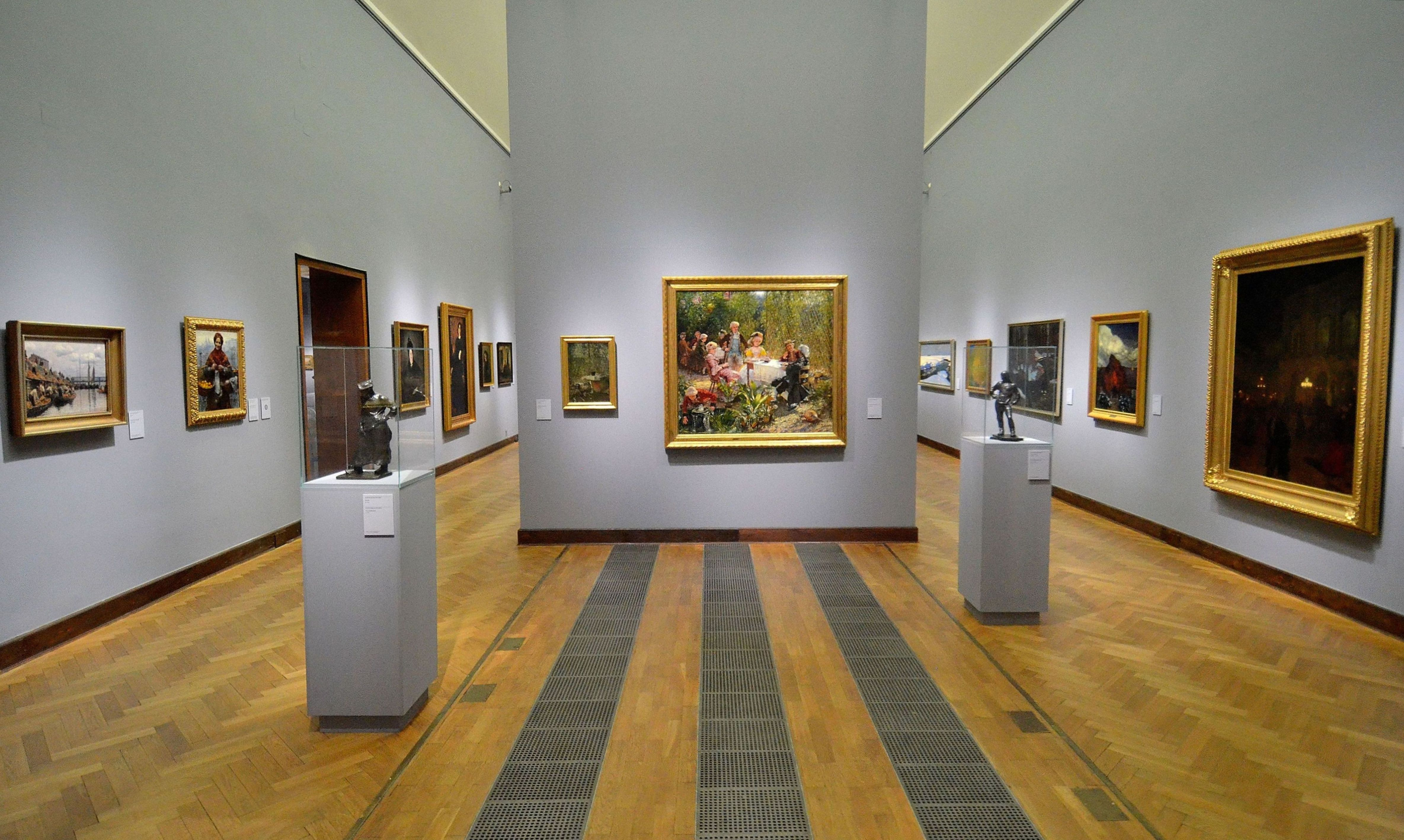
Obrazy Aleksandra Gierymskiego w Muzeum Narodowym w Warszawie. Na wprost W altanie, drugi z lewej Żydówka z pomarańczami

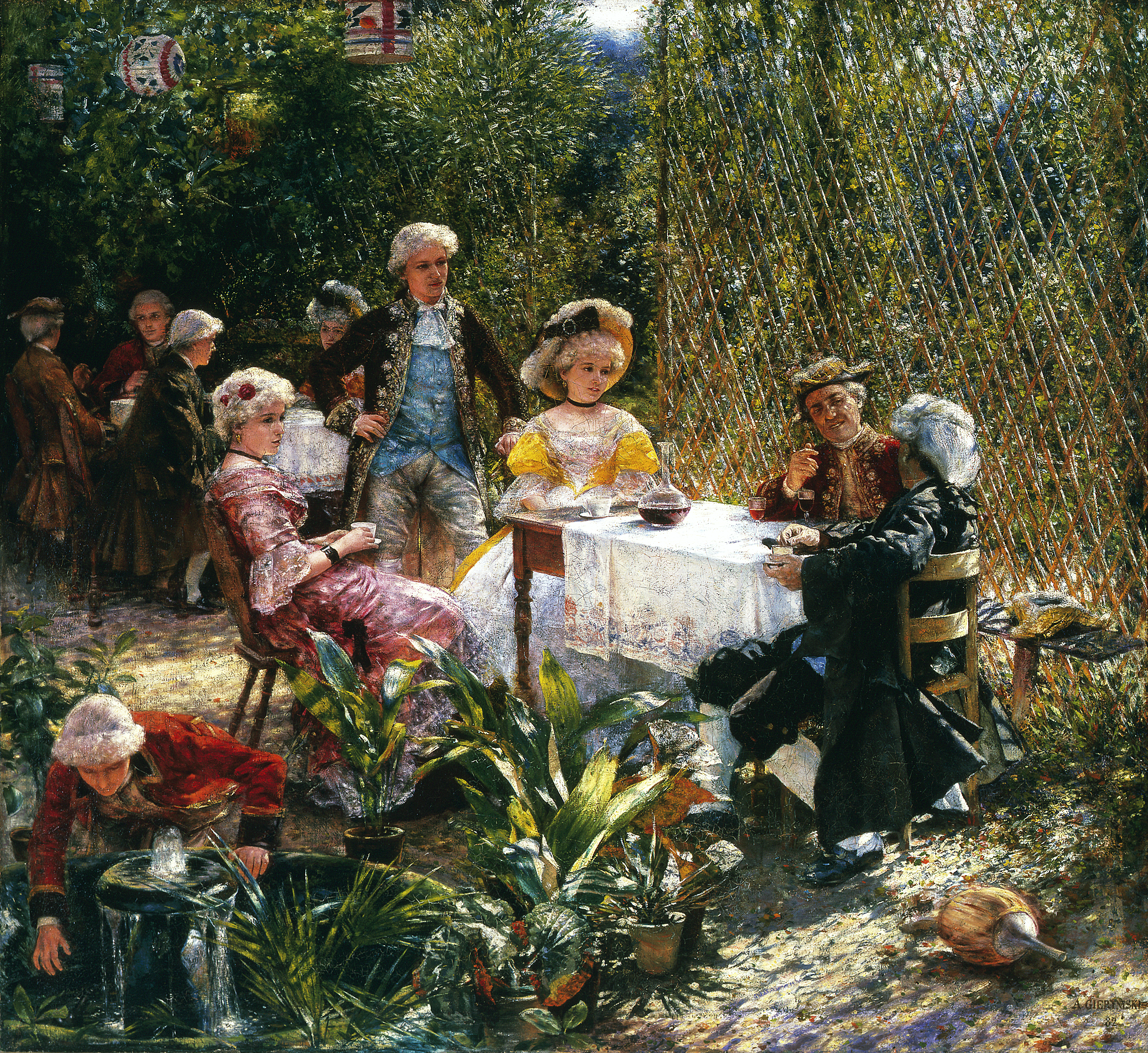
W altanie, 1882 Muzeum Narodowe w Warszawie

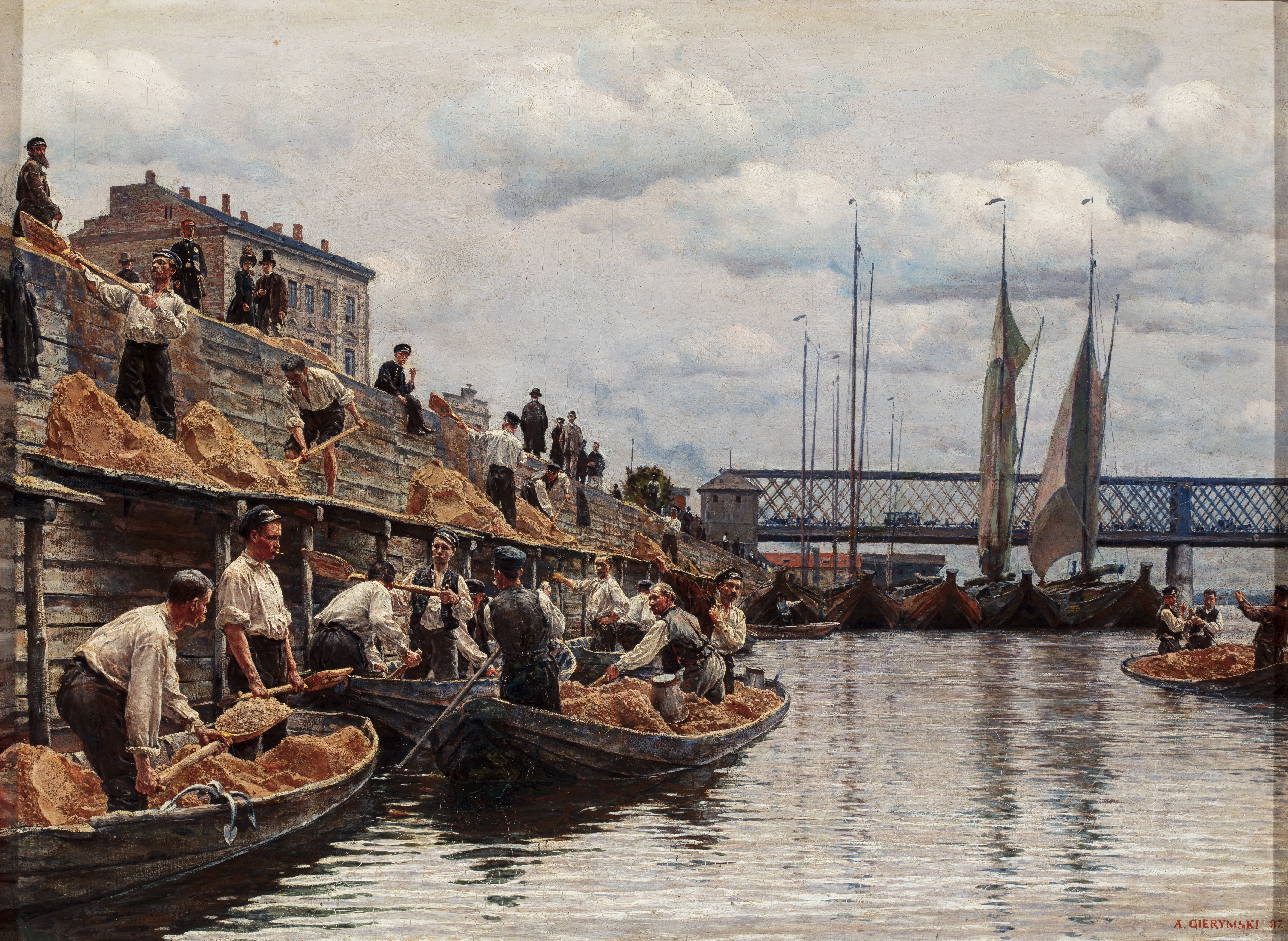
Piaskarze, 1887 Muzeum Narodowe w Warszawie

Ignacy Aleksander Gierymski (ur. 30 stycznia 1850 w Warszawie, zm. między 6 a 8 marca 1901 w Rzymie) – polski malarz, przedstawiciel realizmu, prekursor polskiego impresjonizmu, luminista, rysownik; młodszy brat Maksymiliana Gierymskiego.

## Życiorys
Aleksander Gierymski ukończył III Gimnazjum w Warszawie w 1867 r. i w tym samym roku rozpoczął studia w Klasie Rysunkowej w Warszawie u Rafała Hadziewicza. W latach 1868–1872 studiował w Akademii Sztuk Pięknych w Monachium (w połowie listopada 1868 r. zgłosił się do Antikenklasse: immatrykulacja 14 I 1869 r.), w której studiował pod kierunkiem Carla Theodora von Piloty’ego oraz Hermanna Anschütza i którą ukończył ze złotym medalem. Wyróżnienie otrzymał za swoją pracę dyplomową Kupiec wenecki. W 1869 r. wspólnie z bratem uczęszczał do prywatnej pracowni Franza Adama. W tym okresie zaczął współpracować jako ilustrator z czasopismami warszawskimi (m.in. z „Kłosami”, „Tygodnikiem Ilustrowanym”), z czasem również z niemieckimi i austriackimi. Towarzyszył choremu bratu również podczas jego pobytu w alpejskich miejscowościach kuracyjnych. W latach 1873–1874 przebywał we Włoszech, głównie w Rzymie. Tam powstały dwa jego pierwsze znane obrazy: Austeria rzymska i Gra w mora, które Gierymski przywiózł na początku 1875 do Warszawy i wystawił w Zachęcie. Oba obrazy wzbudziły zainteresowanie publiczności i krytyki.
Od końca 1875 do 1879 roku artysta ponownie przebywał w Rzymie. Intensywnie pracował nad dalszym doskonaleniem swego rzemiosła, wiele czasu poświęcając studiowaniu malarstwa włoskiego. Powstał wtedy obraz W altanie zapowiadający impresjonizm, którego ostateczną realizację poprzedził długi szereg studiów przygotowawczych (np. Cylinder na stole, Pan w czerwonym fraku i inne). Temat obrazu – zebranie towarzyskie w kostiumach z XVIII w., odbywające się w altanie prześwietlonej od tyłu słońcem – pozwolił artyście skoncentrować uwagę na zgłębieniu zagadnień związanych z wzajemnym oddziaływaniem na siebie koloru i światła. W rozwiązaniu tych zagadnień Gierymski zbliżył się do współczesnych mu impresjonistów francuskich, których dzieł najprawdopodobniej nie znał, gdyż nie był jeszcze w Paryżu.
Najświetniejszy okres twórczości Gierymskiego przypadł na lata 1879–1888, które artysta spędził w Warszawie. W okresie tym związał się z grupą młodych literatów i malarzy spod znaku pozytywizmu, skupiających się wokół tygodnika „Wędrowiec”. Rzecznikiem spraw malarstwa był na łamach tego pisma Stanisław Witkiewicz, który podjął walkę o należyte uznanie w społeczeństwie dla sztuki Gierymskiego.
Obrazy Gierymskiego tworzone w okresie warszawskim, jak Pomarańczarka, Brama na Starym Mieście, Przystań na Solcu, Trąbki, Piaskarze i inne, prezentują sceny z życia biedoty Powiśla i Starówki. Wielka twórczość z okresu warszawskiego nie znalazła jednak dostatecznego zrozumienia w ówczesnym społeczeństwie polskim. Artysta niezrozumiany i niedoceniony w ojczyźnie, pozbawiony środków utrzymania, opuścił w 1888 roku Warszawę. Przebywał głównie w Niemczech i we Francji. Zmiana środowiska wpłynęła na zmianę charakteru jego sztuki. Oderwany od rodzinnych stron zaczął malować obrazy mniej osobiste. Ośrodkiem jego zainteresowań stał się pejzaż (widoki zamku Kufstein, Fragment Rothenburga, krajobrazy nadmorskie). Wielokrotnie malował nokturny, które dawały mu możność studiowania trudnych zagadnień związanych ze sztucznym oświetleniem (nokturny monachijskie, Opera paryska w nocy, Zmierzch nad Sekwaną).
Krótkotrwały pobyt w kraju w latach 1893–1895 w związku ze staraniami o katedrę malarstwa w Akademii Sztuk Pięknych w Krakowie spowodował u Gierymskiego nowy przypływ zainteresowań życiem człowieka. Namalował wtedy Trumnę chłopską.
Ostatnie lata życia Gierymskiego upłynęły we Włoszech. Z tego okresu pochodzą takie m.in. obrazy: Wnętrze bazyliki San Marco w Wenecji, Piazza del Popolo w Rzymie czy widoki Werony.
Gierymski patrzył na świat chłodnym okiem naturalisty, ale temperament miał bardzo burzliwy. I choć ostatnie lata swojego życia spędził w szpitalu dla umysłowo chorych, to jednak pozostawił po sobie dzieło unikalne. Jego obrazy to już realizm taki jak u Courbeta, nieunikający tematów życia. Dobrym przykładem może być Święto Trąbek (pierwsza wersja z 1884).
Zmarł między 6 a 8 marca 1901 w Rzymie, w szpitalu psychiatrycznym przy via Lungara. Został pochowany 9 marca 1901 roku na cmentarzu Campo Verano w Rzymie.

## Dzieła
- Żydówka sprzedająca owoce (1880)
- Żydówka z cytrynami (1881), Muzeum Śląskie w Katowicach
- Żydówka z pomarańczami (1881), Muzeum Narodowe w Warszawie (zrabowany w 1944, odnaleziony w Niemczech w 2010 i rewindykowany w 2011[4])
- W altanie (1882), Muzeum Narodowe w Warszawie
- Powiśle (1883), Muzeum Narodowe w Krakowie, Galeria Sztuki Polskiej XIX wieku w Sukiennicach
- Święto trąbek I (1884), Muzeum Narodowe w Warszawie
- Piaskarze (1887), Muzeum Narodowe w Warszawie
- Święto trąbek (1890), Muzeum Narodowe w Krakowie, Galeria Sztuki Polskiej XIX wieku w Sukiennicach[5]
- Plac Wittelsbachów w Monachium w nocy (1890), Muzeum Narodowe w Warszawie
- Ulica nocą (1890), Lwowska Galeria Sztuki
- Luwr nocą (1892)
- Wieczór nad Sekwaną (1892–1893), Muzeum Narodowe w Krakowie, Galeria Sztuki Polskiej XIX wieku w Sukiennicach
- Dziewczyna z Bronowic (1893–1894), Muzeum Narodowe w Krakowie
- Trumna chłopska (1894–1895), Muzeum Narodowe w Warszawie
- Chłop z Bronowic (około 1895), Muzeum Narodowe w Krakowie
- Ogród włoski (1895–1897), Muzeum Górnośląskie w Bytomiu
- Fragment Rothenburga (1896–1897), Muzeum Narodowe w Warszawie
- Chłopiec niosący snop (pomiędzy 1893 a 1894[6]), Muzeum Narodowe we Wrocławiu
- Katedra w Amalfi (1897–1898), Muzeum Narodowe w Kielcach
- Jezioro o zachodzie słońca (1900), własność prywatna
- Pinie przy Villa Borghese w Rzymie (1900), Muzeum Narodowe w Krakowie, Galeria Sztuki Polskiej XIX wieku w Sukiennicach
- Morze (1901), Muzeum Narodowe w Warszawie

## Odznaczenia
- Kawaler Orderu Franciszka Józefa – Austro-Węgry (1894)[7].

## Upamiętnienie
- Aleksander Gierymski jest patronem ulic, m.in. w Warszawie[8], Katowicach, Częstochowie i Kielcach.
- Jego wizerunek widnieje na monecie kolekcjonerskiej 20 zł z 2006 roku[9].

## Galeria

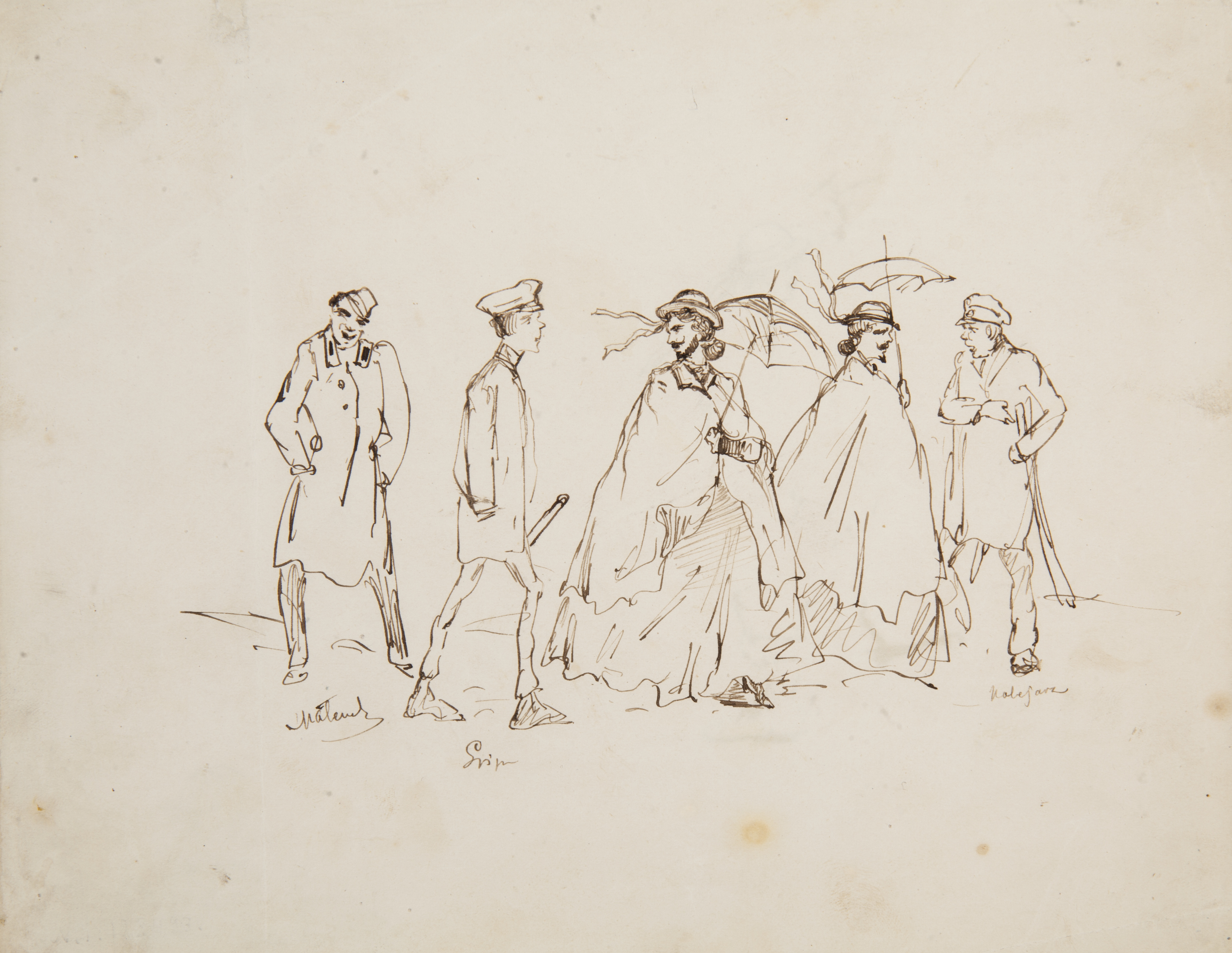
Na spacerze (1866), Muzeum Narodowe w Krakowie
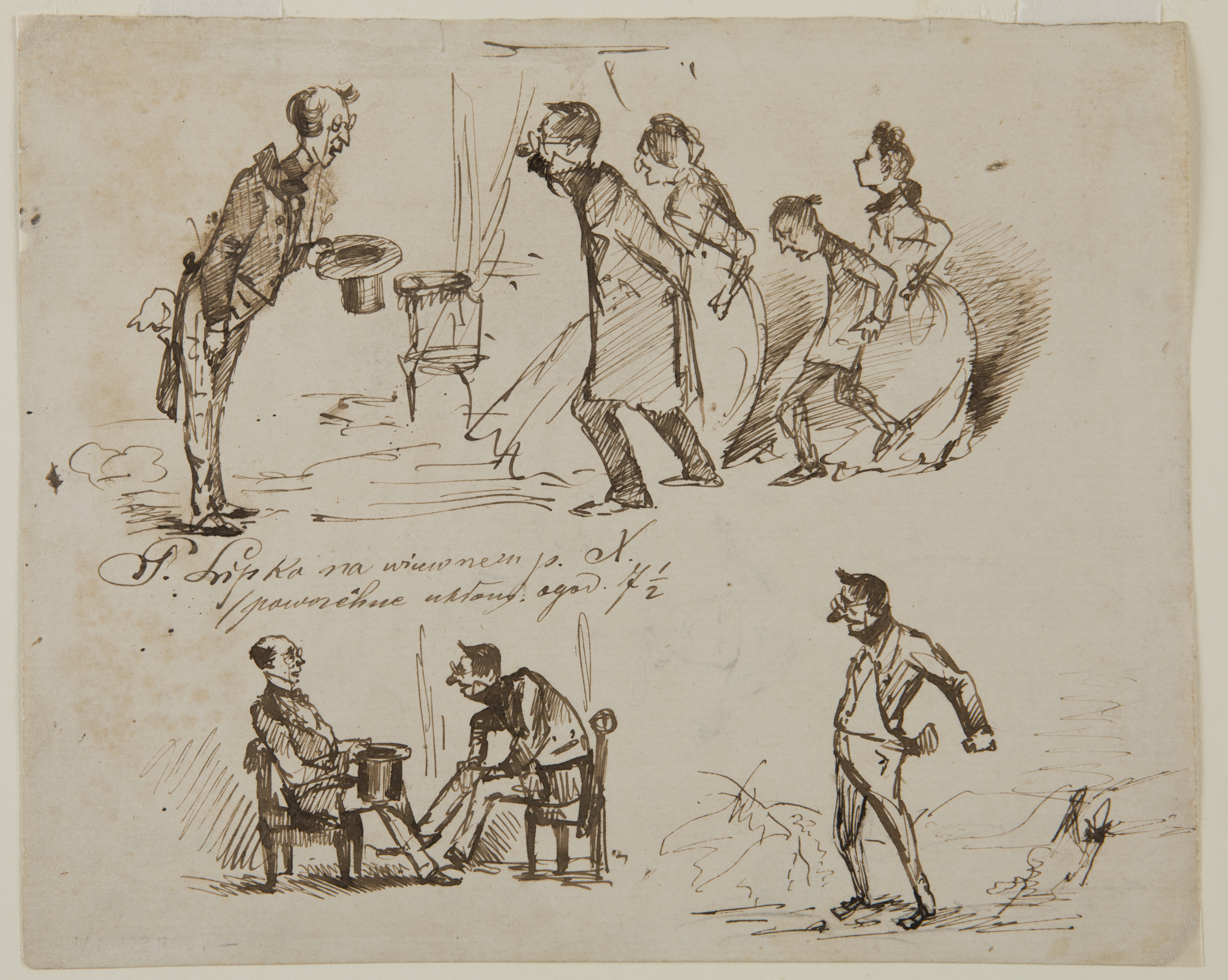
Historia pana Lipki (1866), Muzeum Narodowe w Krakowie
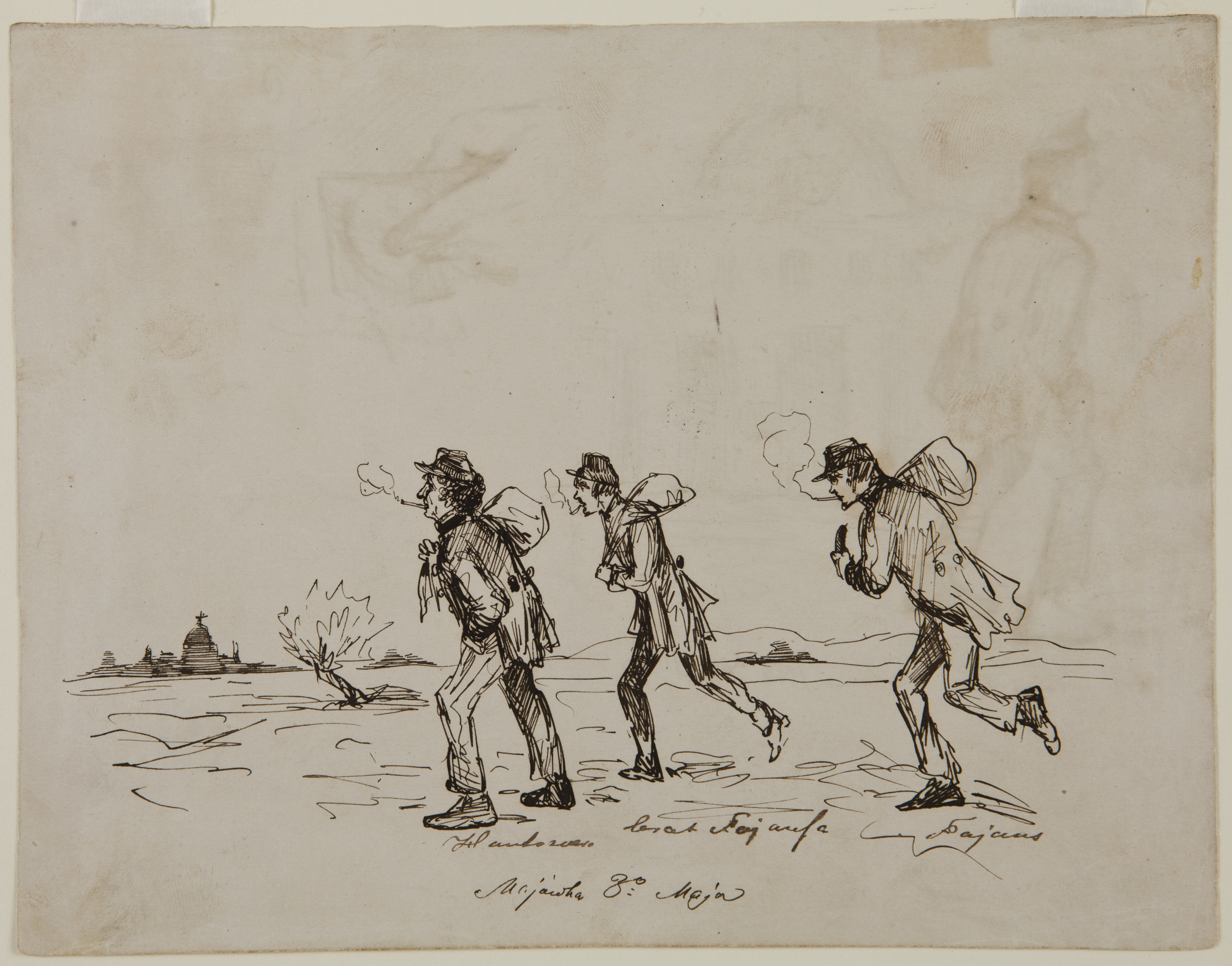
Majówka 3 Maja (1866), Muzeum Narodowe w Krakowie
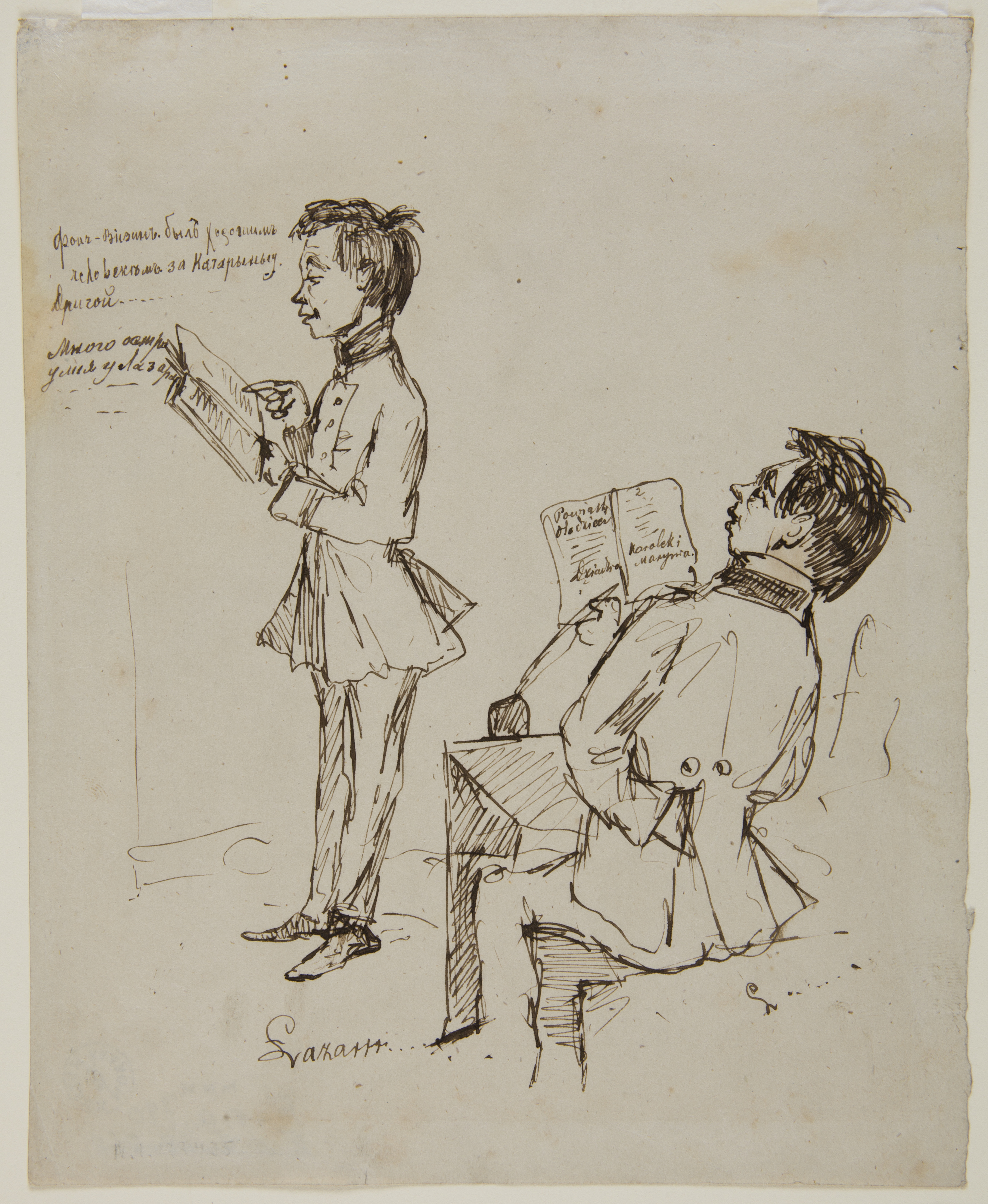
Na lekcji (1866), Muzeum Narodowe w Krakowie
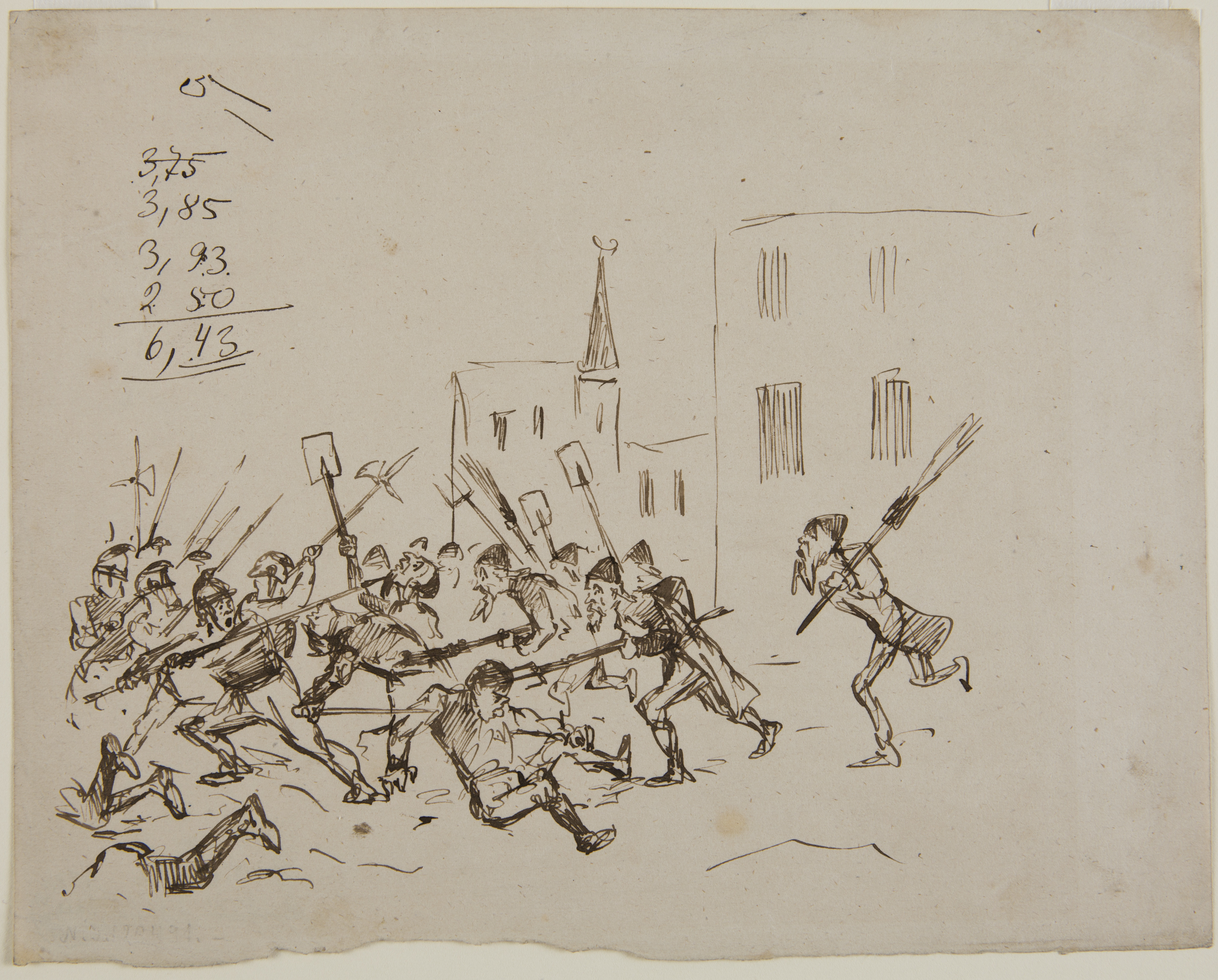
Walka uliczna (1866), Muzeum Narodowe w Krakowie
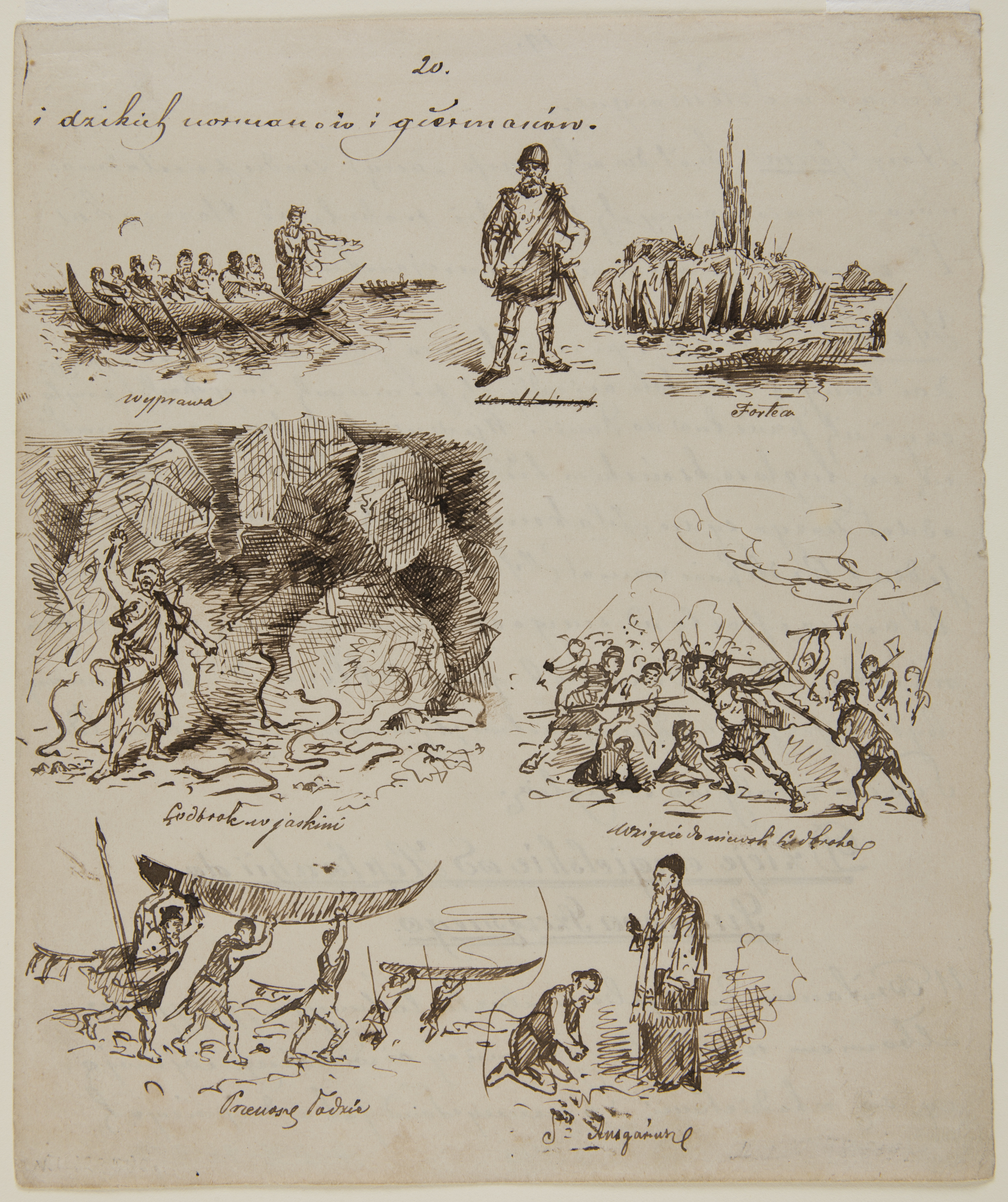
Historia legendarnego wodza wikingów Lodbroka (1866), Muzeum Narodowe w Krakowie
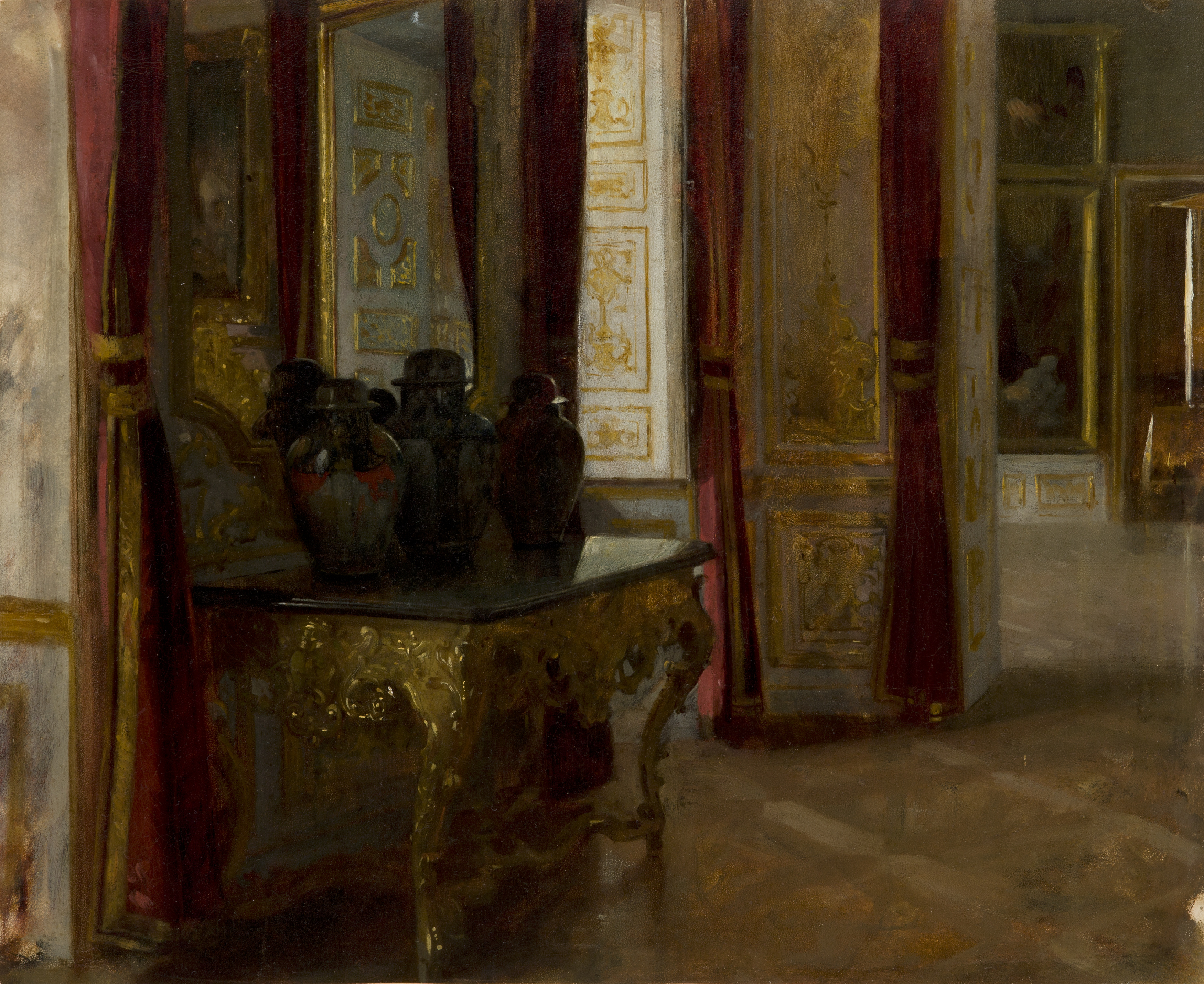
Wnętrze (1870), Muzeum Narodowe w Krakowie
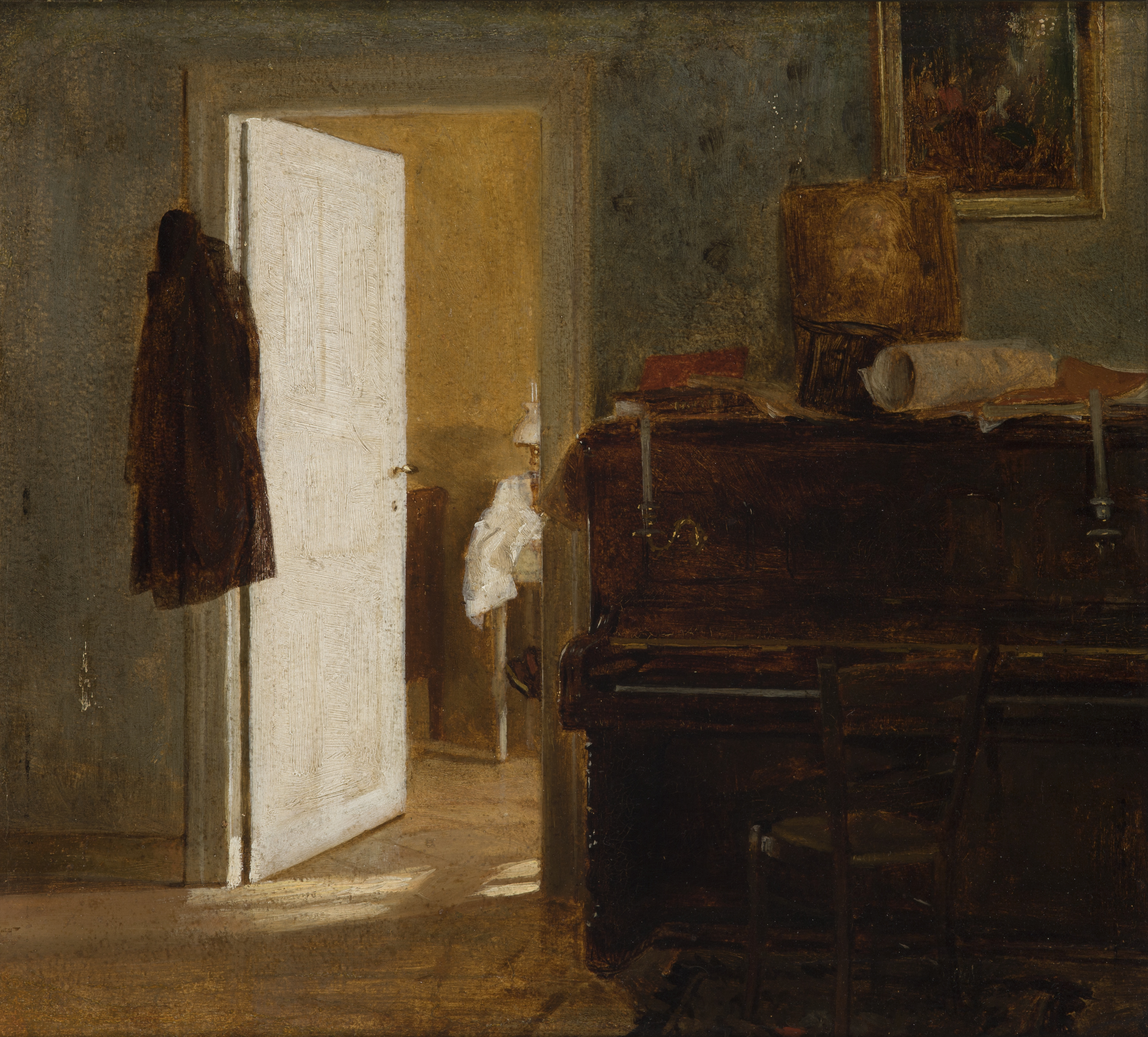
Wnętrze mieszkania Gierymskich w Monachium (lata 70. XIX wieku), Muzeum Narodowe w Krakowie
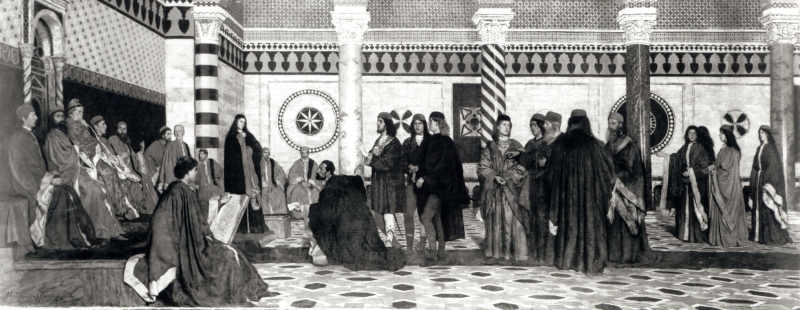
Kupiec wenecki (1873)
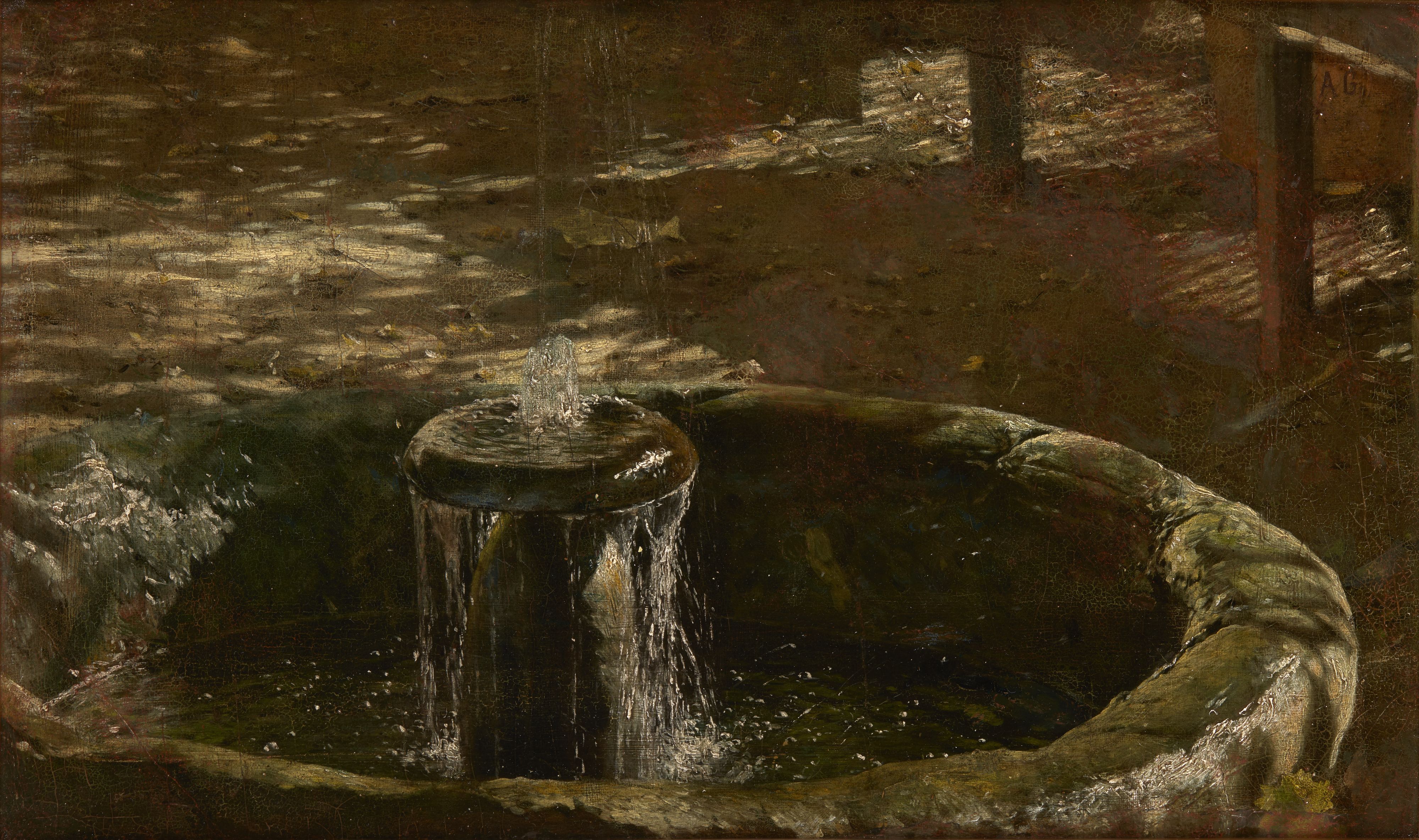
Fontanna (1876), Muzeum Narodowe w Krakowie
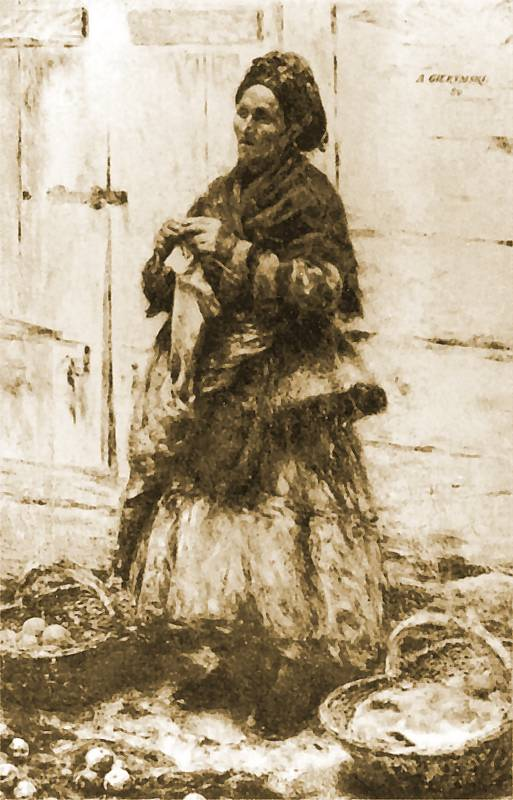
Żydówka sprzedająca owoce (1880)
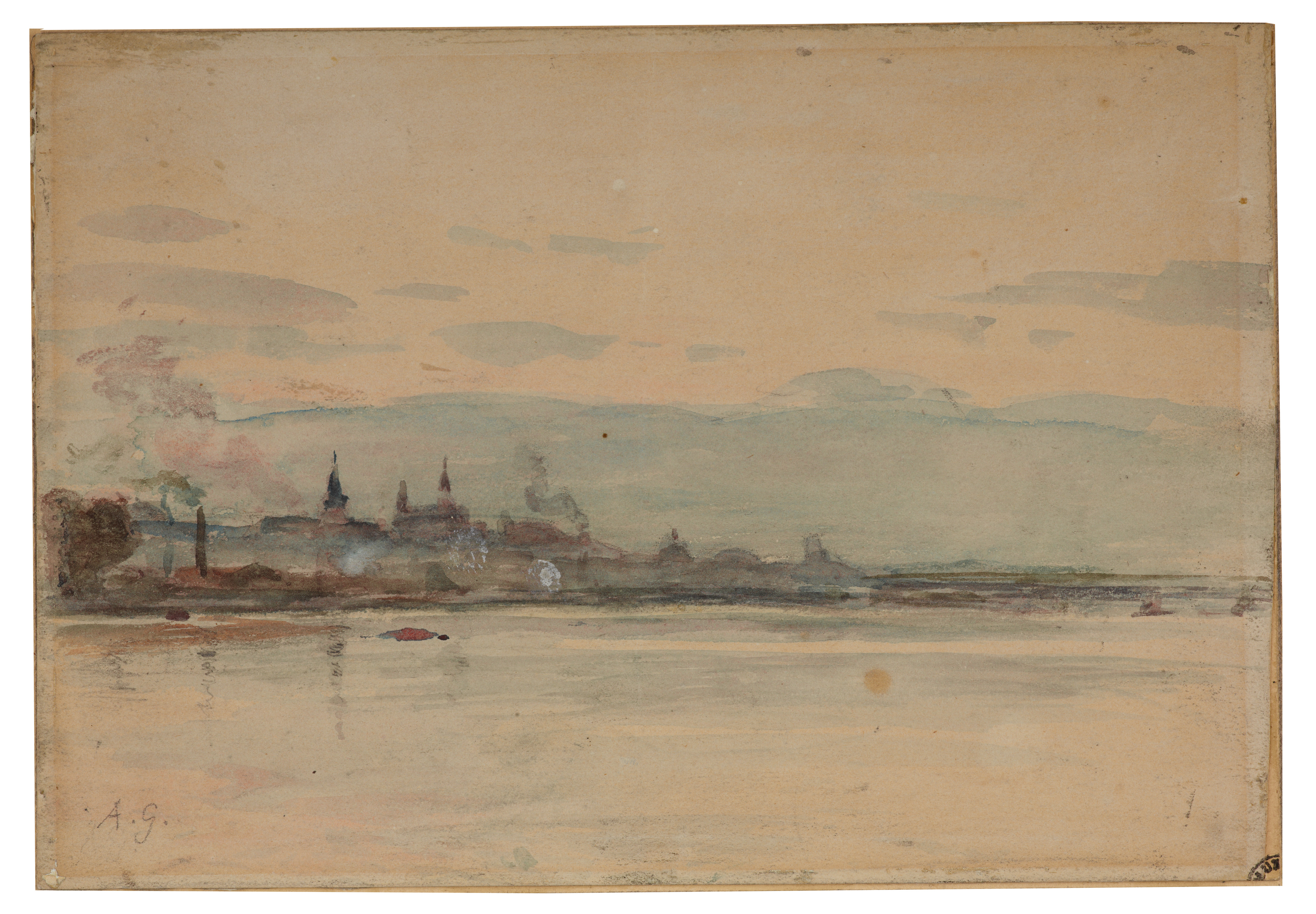
Wisła pod Warszawą (1880–1883), Muzeum Narodowe w Krakowie
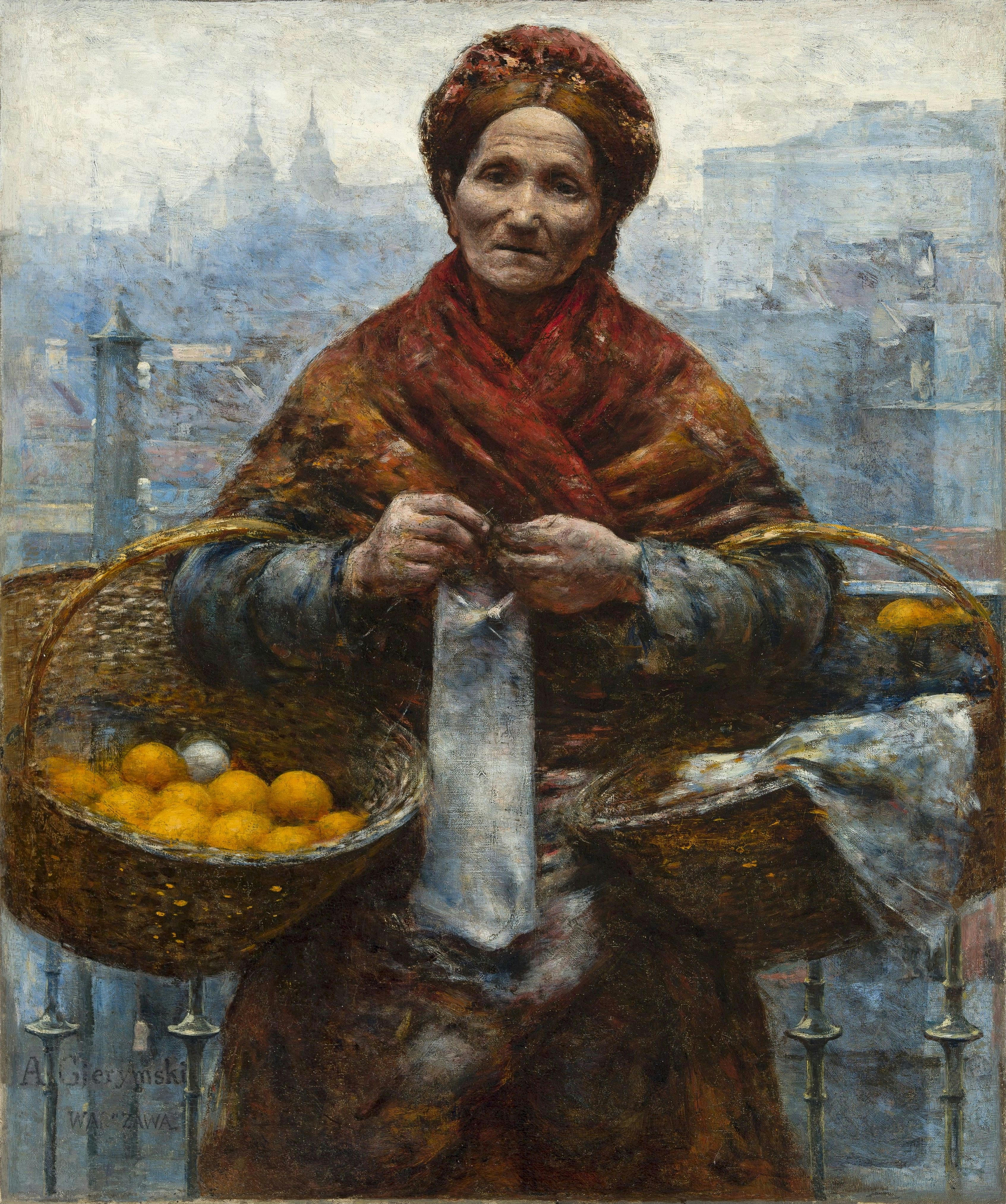
Żydówka z pomarańczami (1881), Muzeum Narodowe w Warszawie
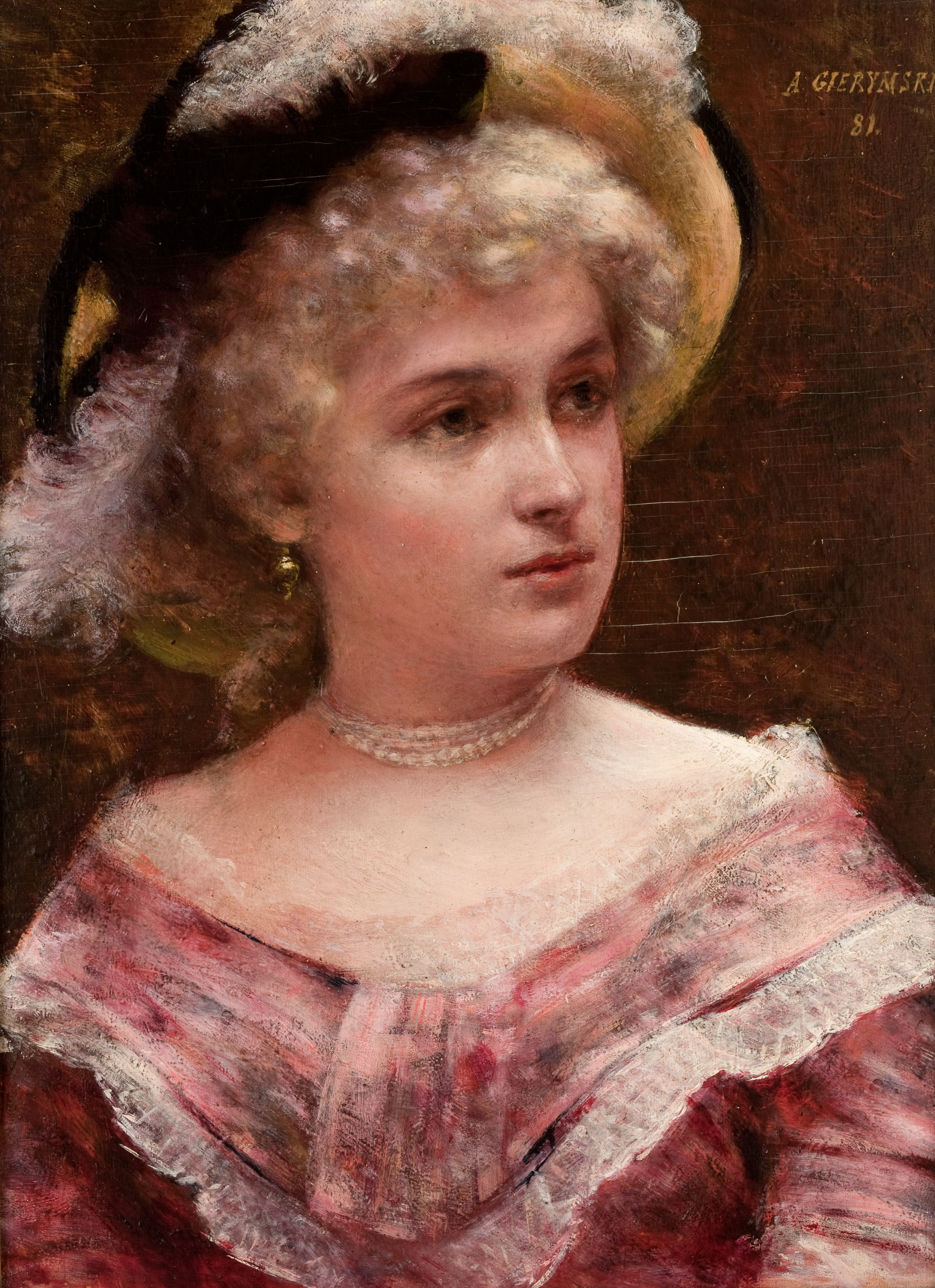
Dama rokokowa (1881), Muzeum Narodowe w Krakowie
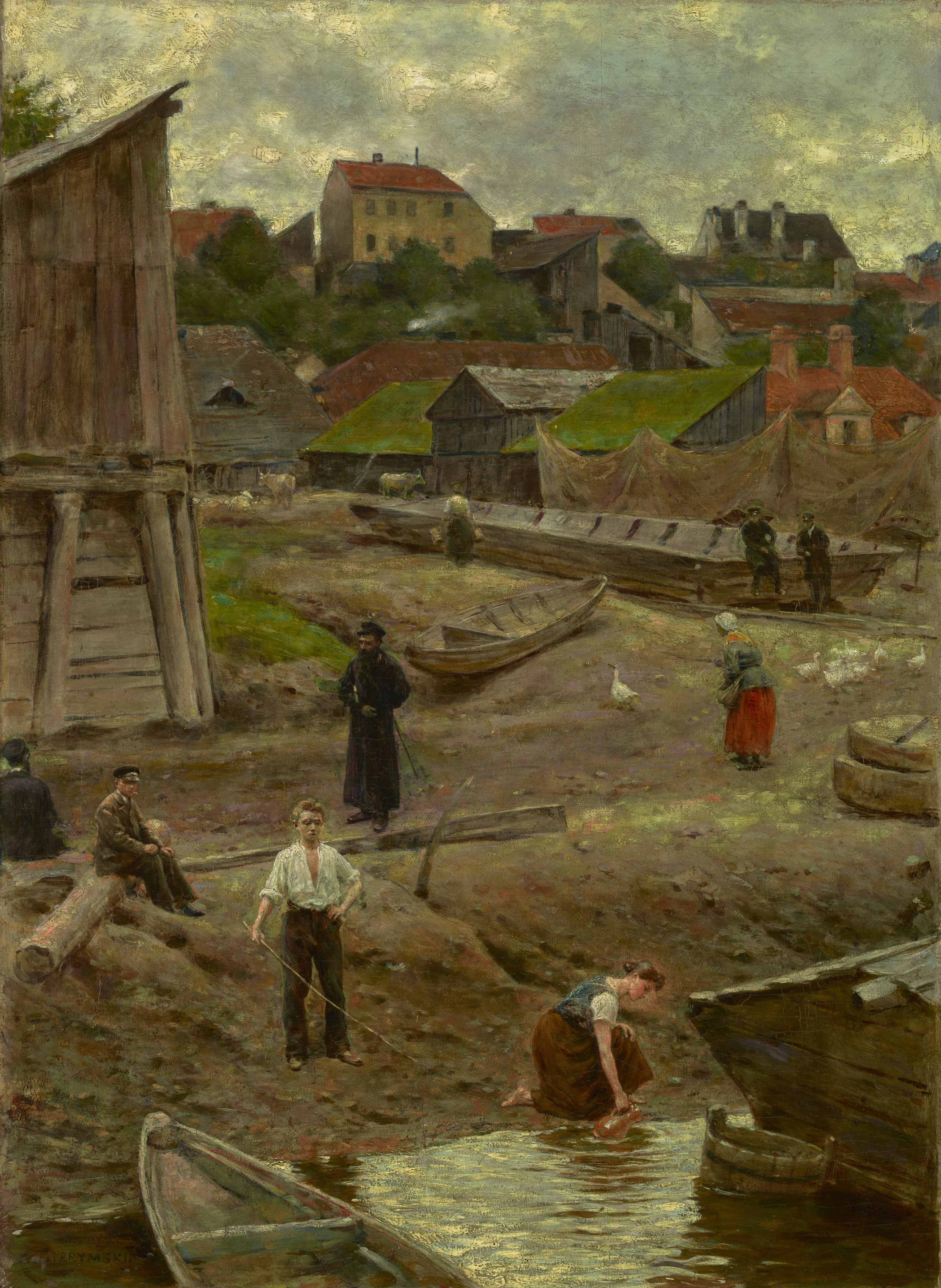
Powiśle (1883)
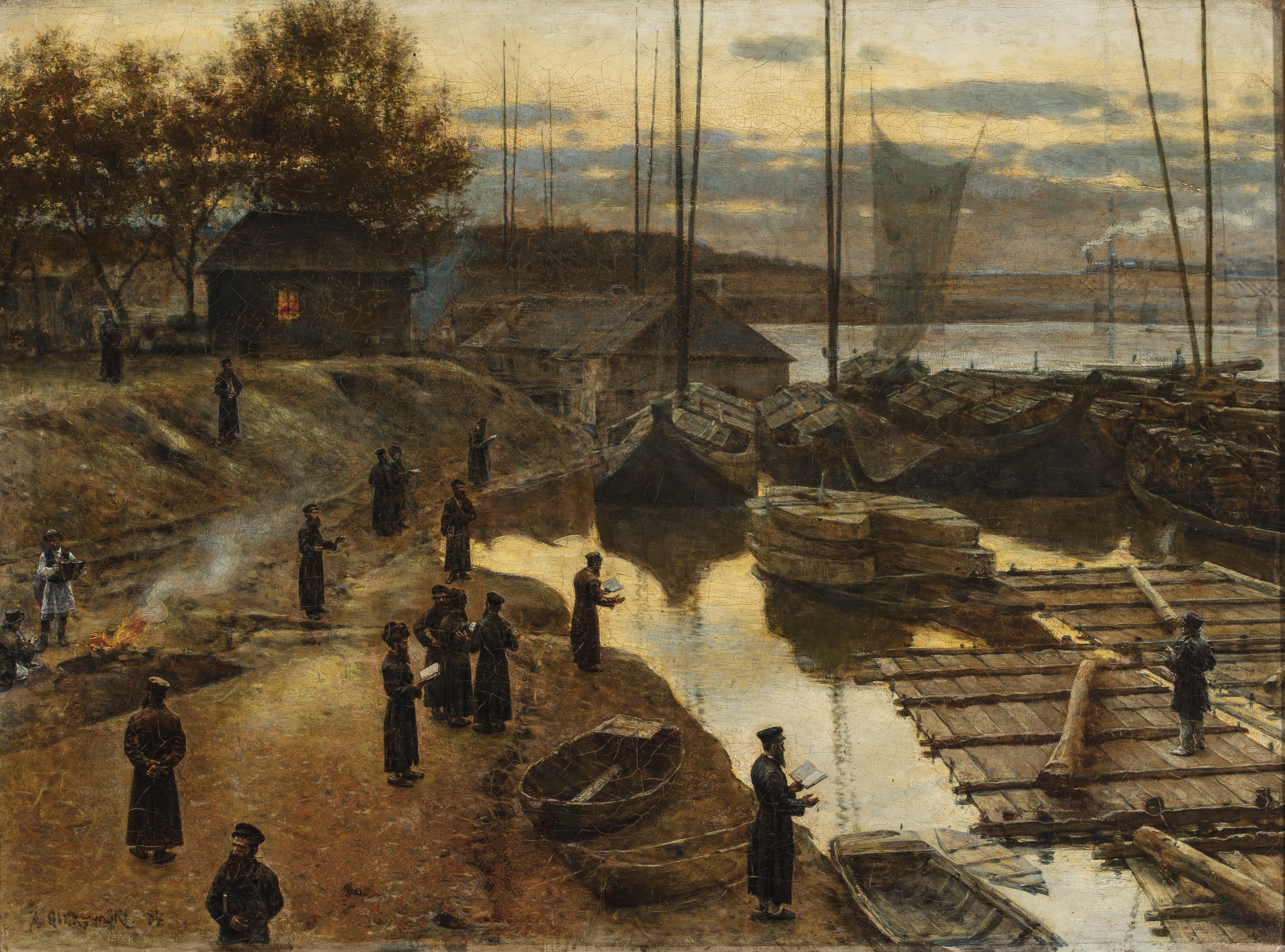
Święto trąbek I (1884)
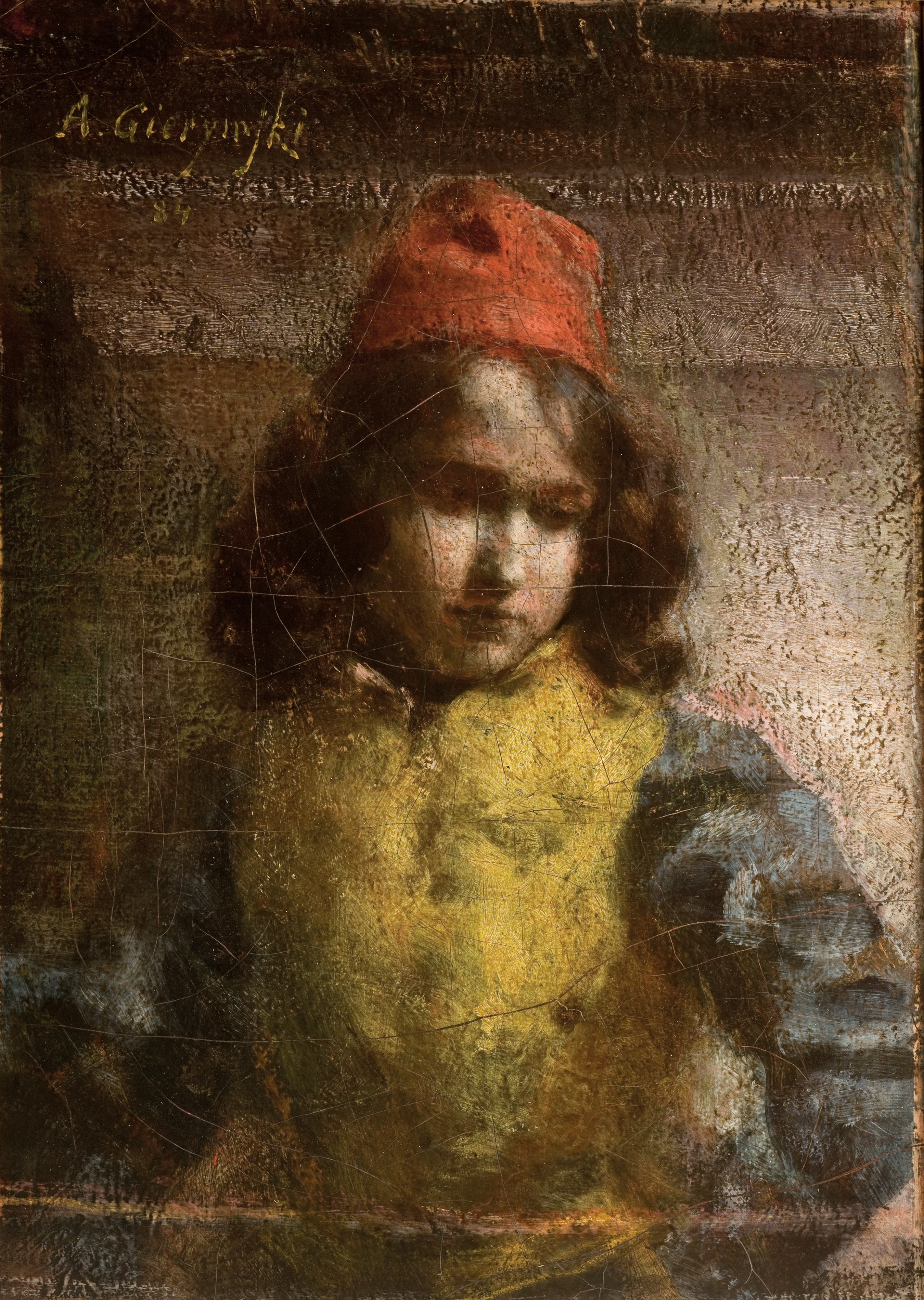
Paź florencki (1884), Muzeum Narodowe w Krakowie
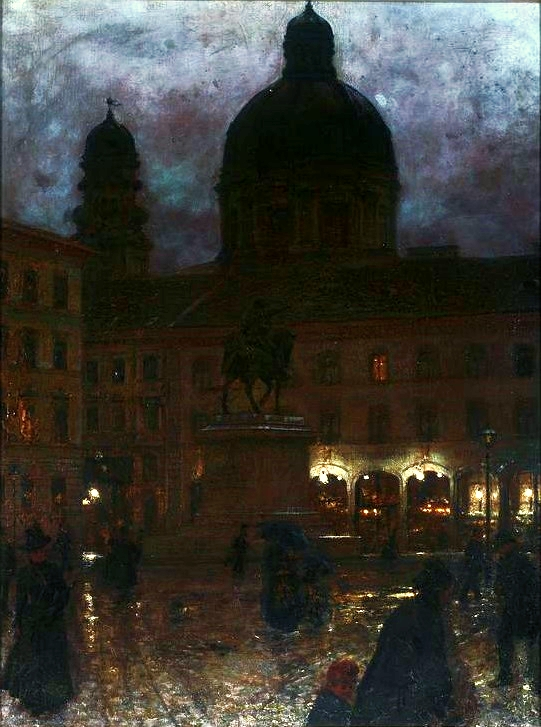
Plac Wittelsbachów w Monachium w nocy (1890), Muzeum Narodowe w Warszawie
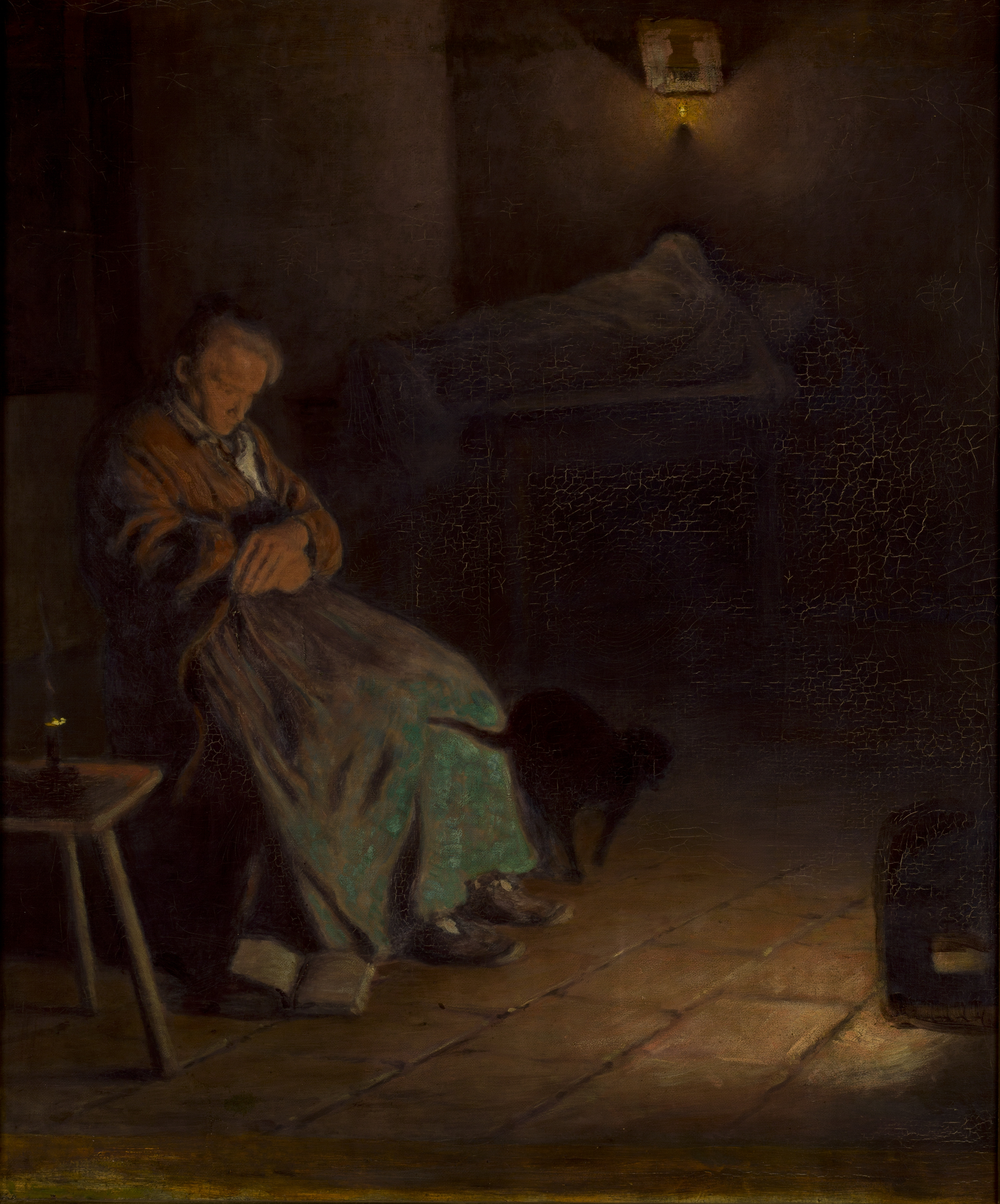
Staruszka czuwająca przy zwłokach II (ok. 1890–1899), Muzeum Narodowe w Krakowie
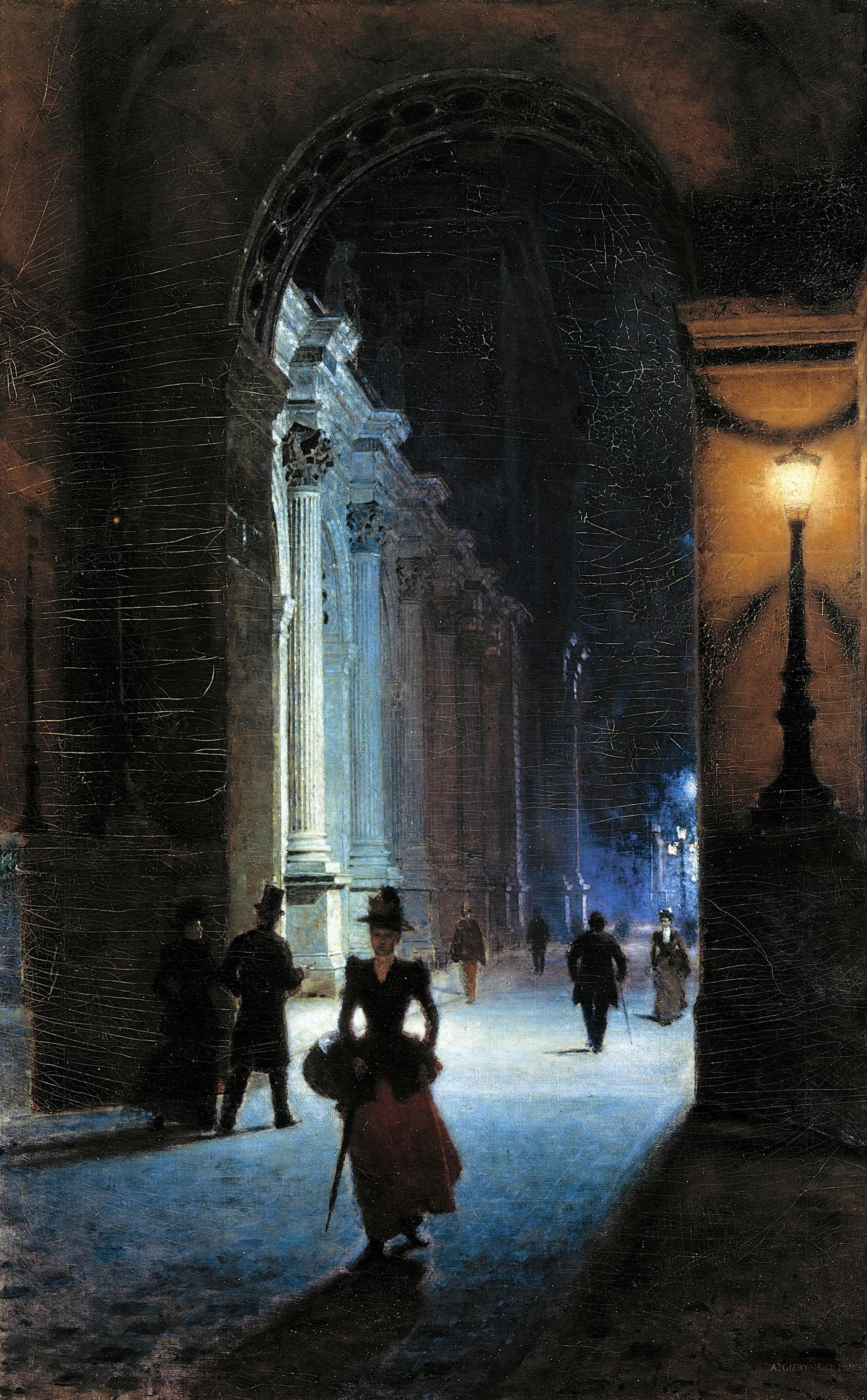
Luwr nocą (1892)
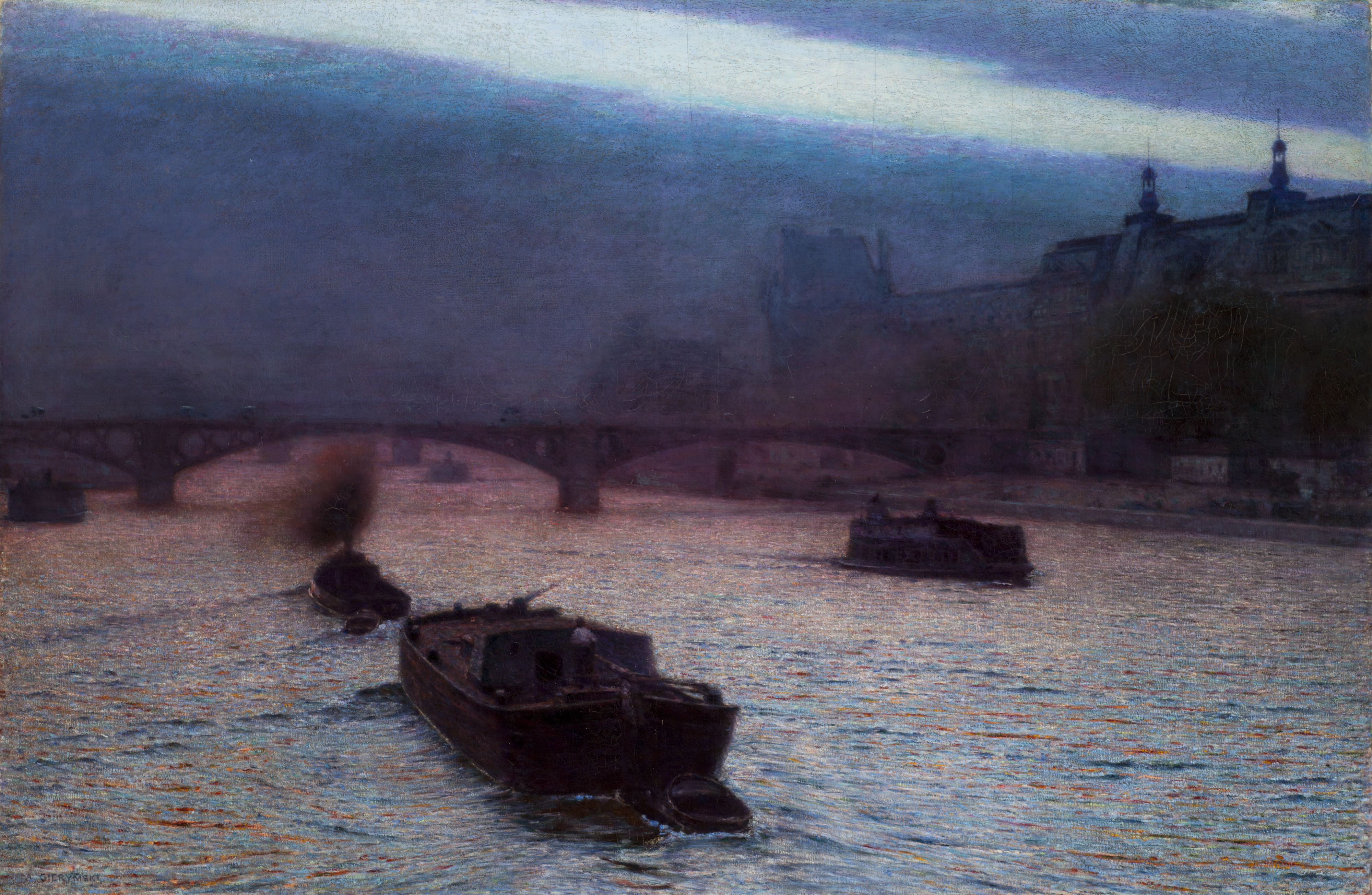
Wieczór nad Sekwaną (1893), Muzeum Narodowe w Krakowie, Galeria Sztuki Polskiej XIX wieku w Sukiennicach
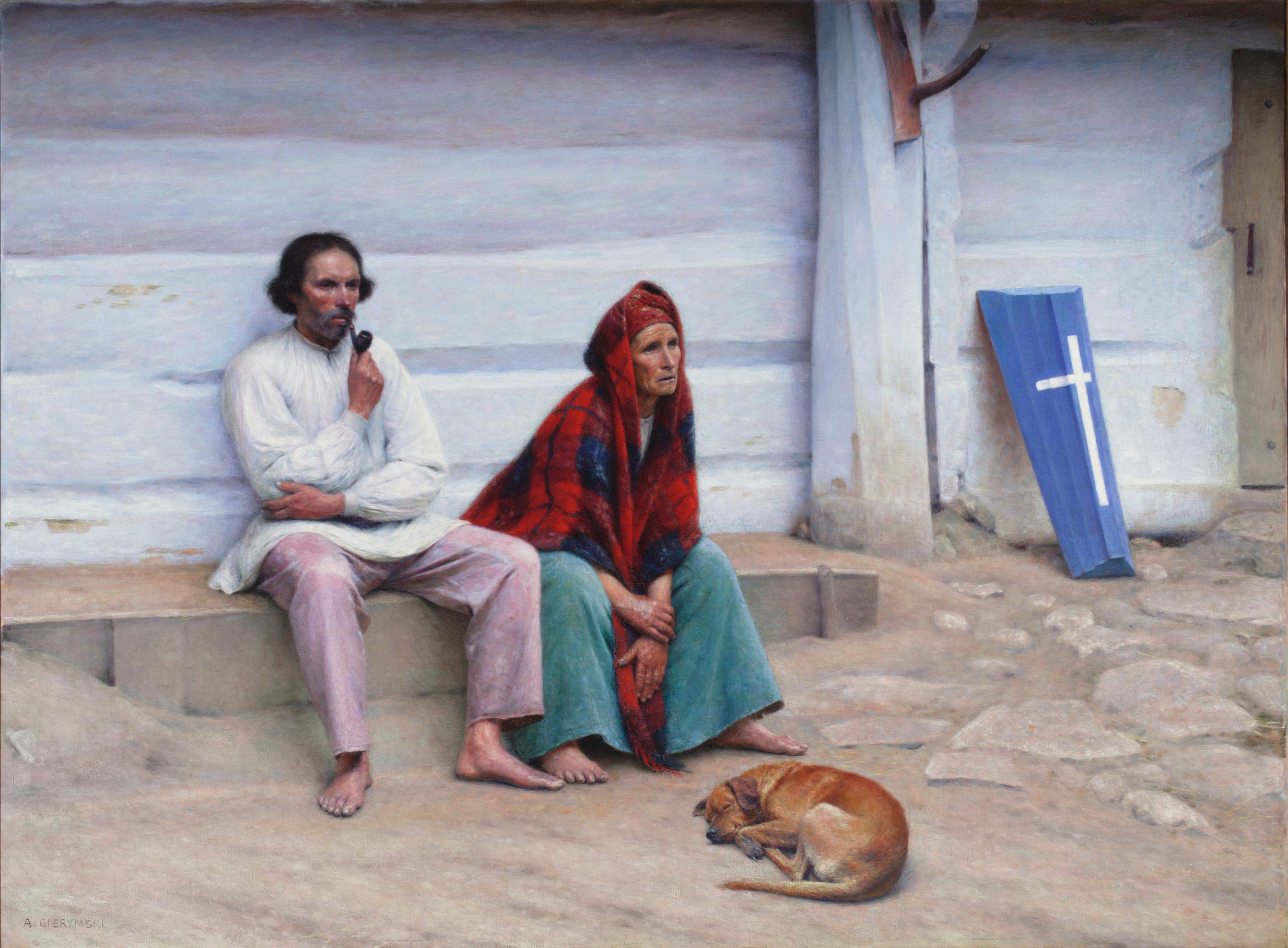
Trumna chłopska (1894–1895), Muzeum Narodowe w Warszawie
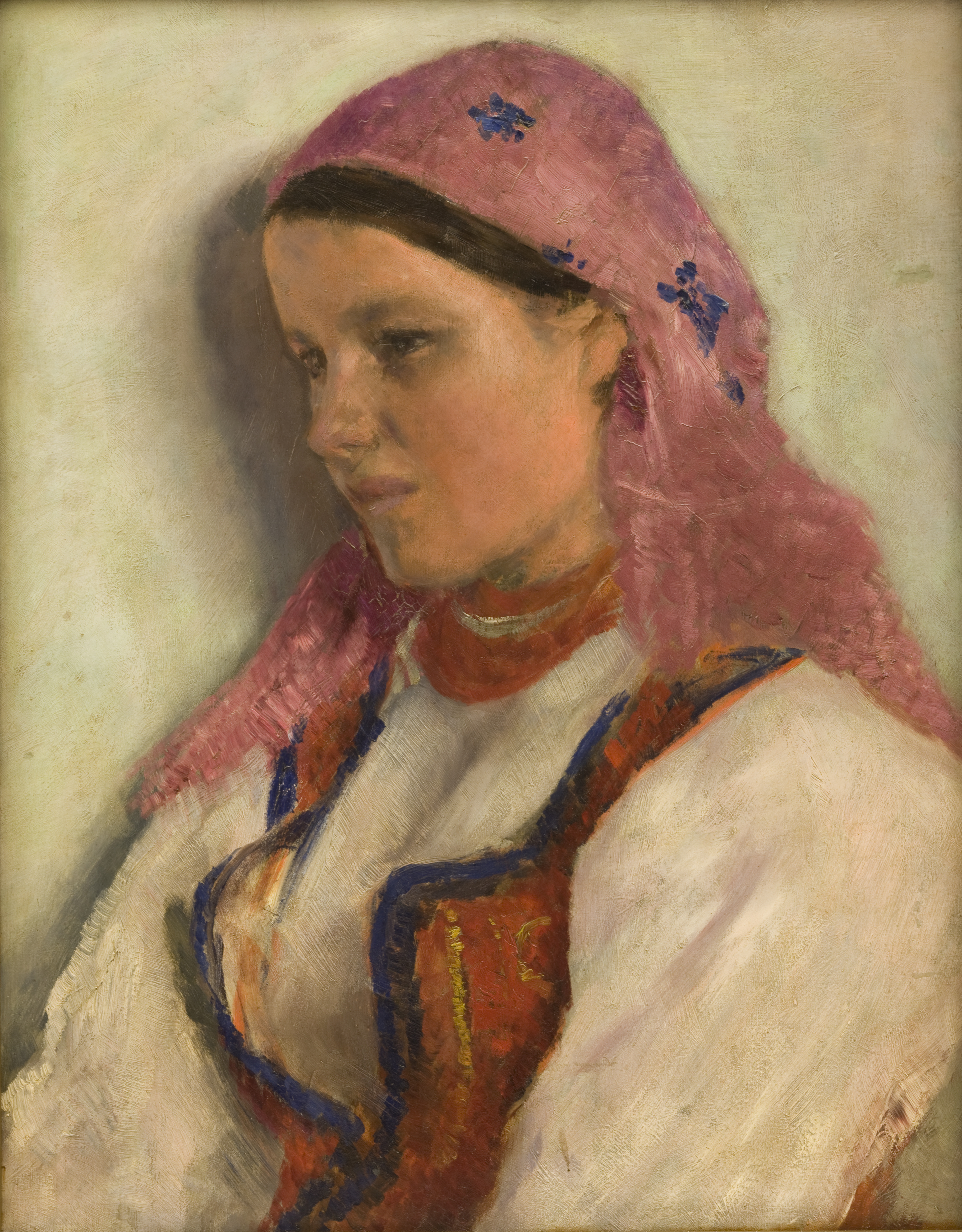
Dziewczyna z Bronowic (1894–1895), Muzeum Narodowe w Krakowie
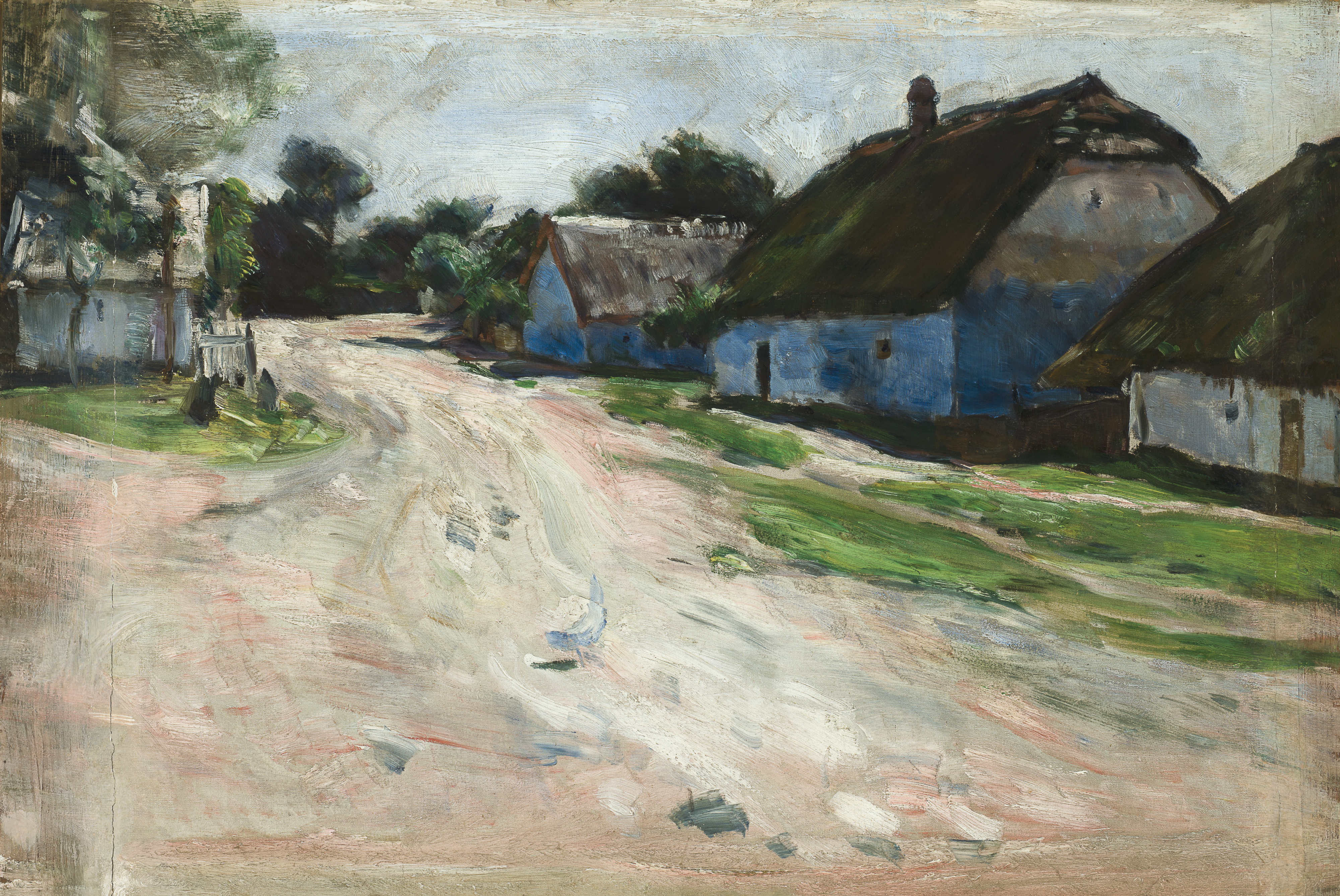
Droga w Bronowicach (1894–1896), Muzeum Narodowe w Krakowie
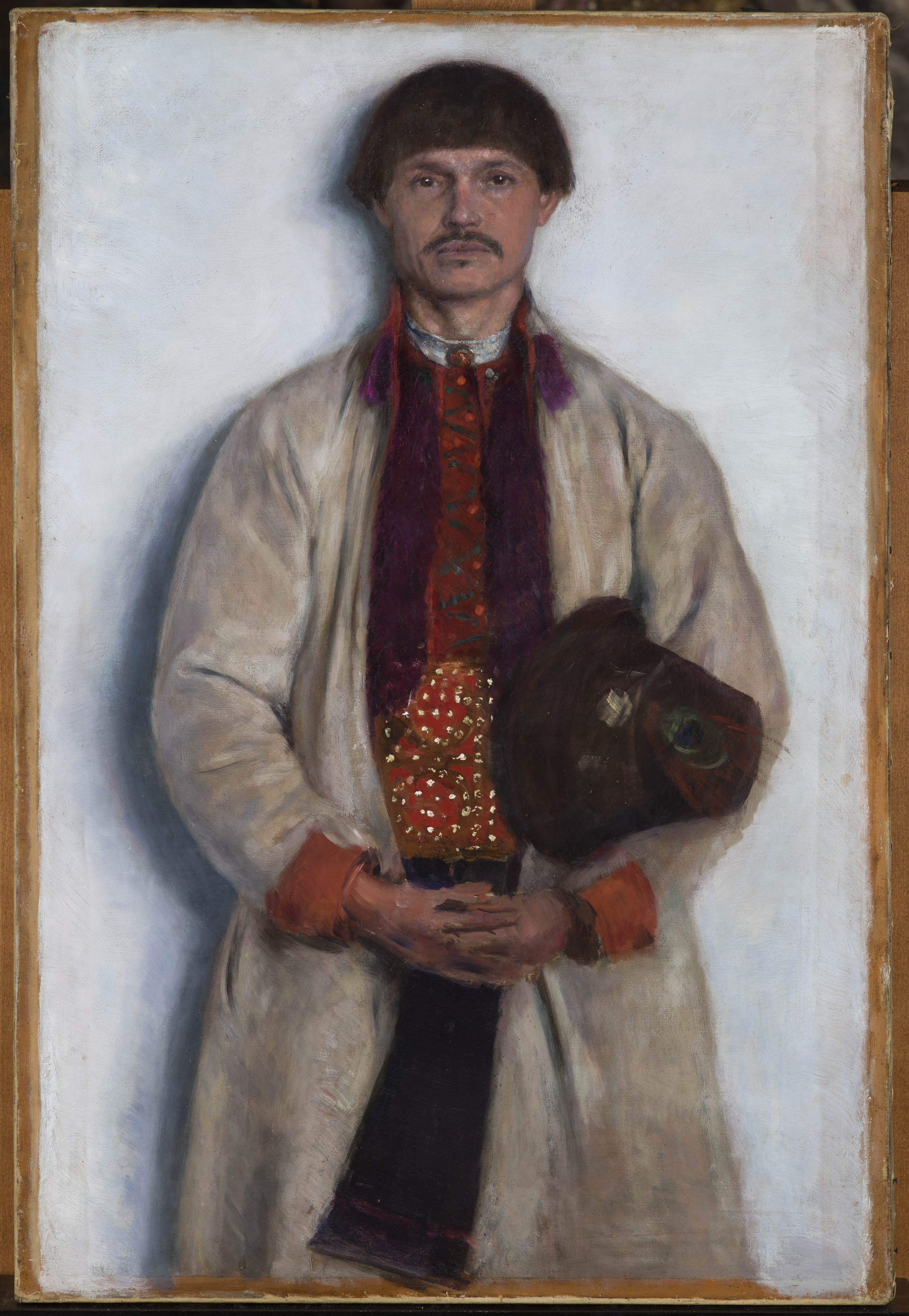
Chłop z Bronowic (1895), Muzeum Narodowe w Krakowie
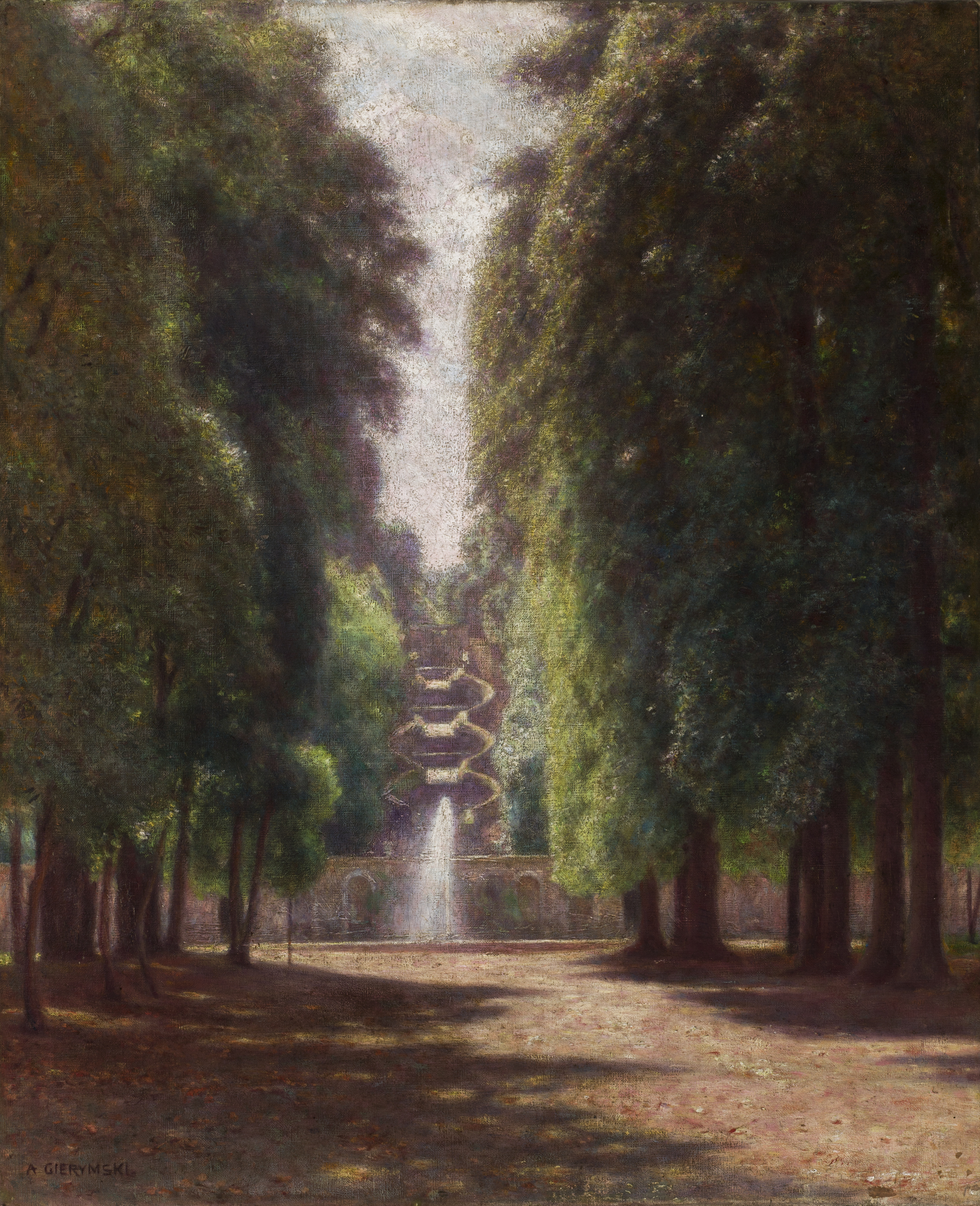
Villa Torlonia we Frascati (1895–1897), Muzeum Narodowe w Krakowie
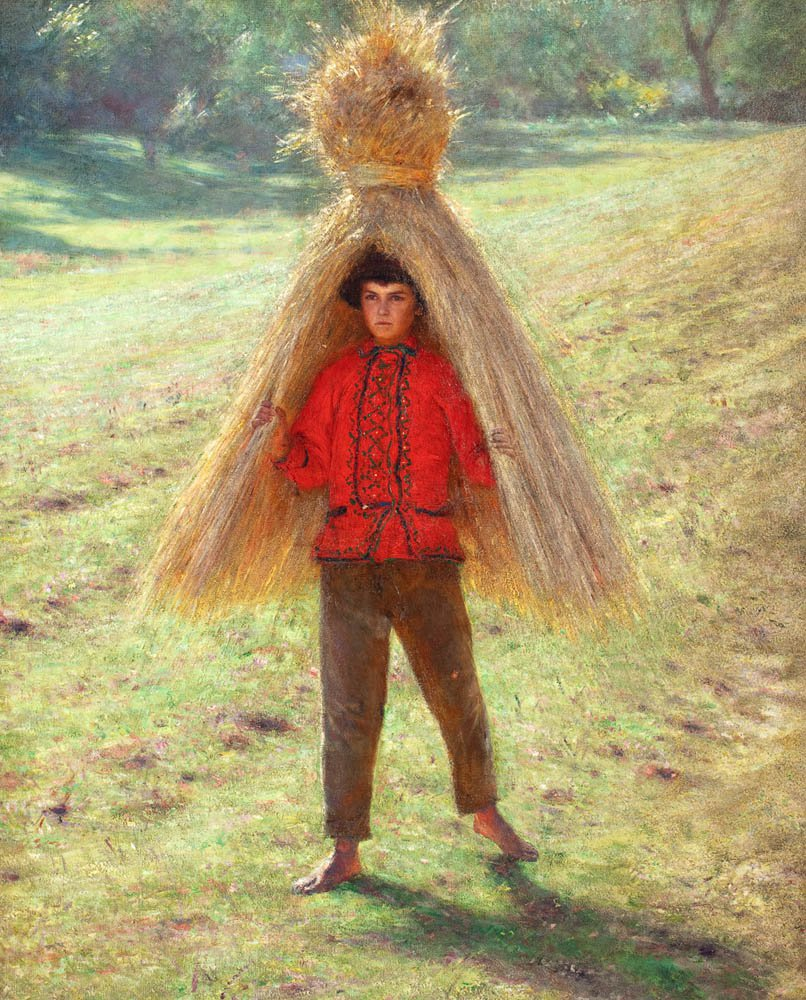
Chłopiec niosący snop (1895), Muzeum Narodowe we Wrocławiu
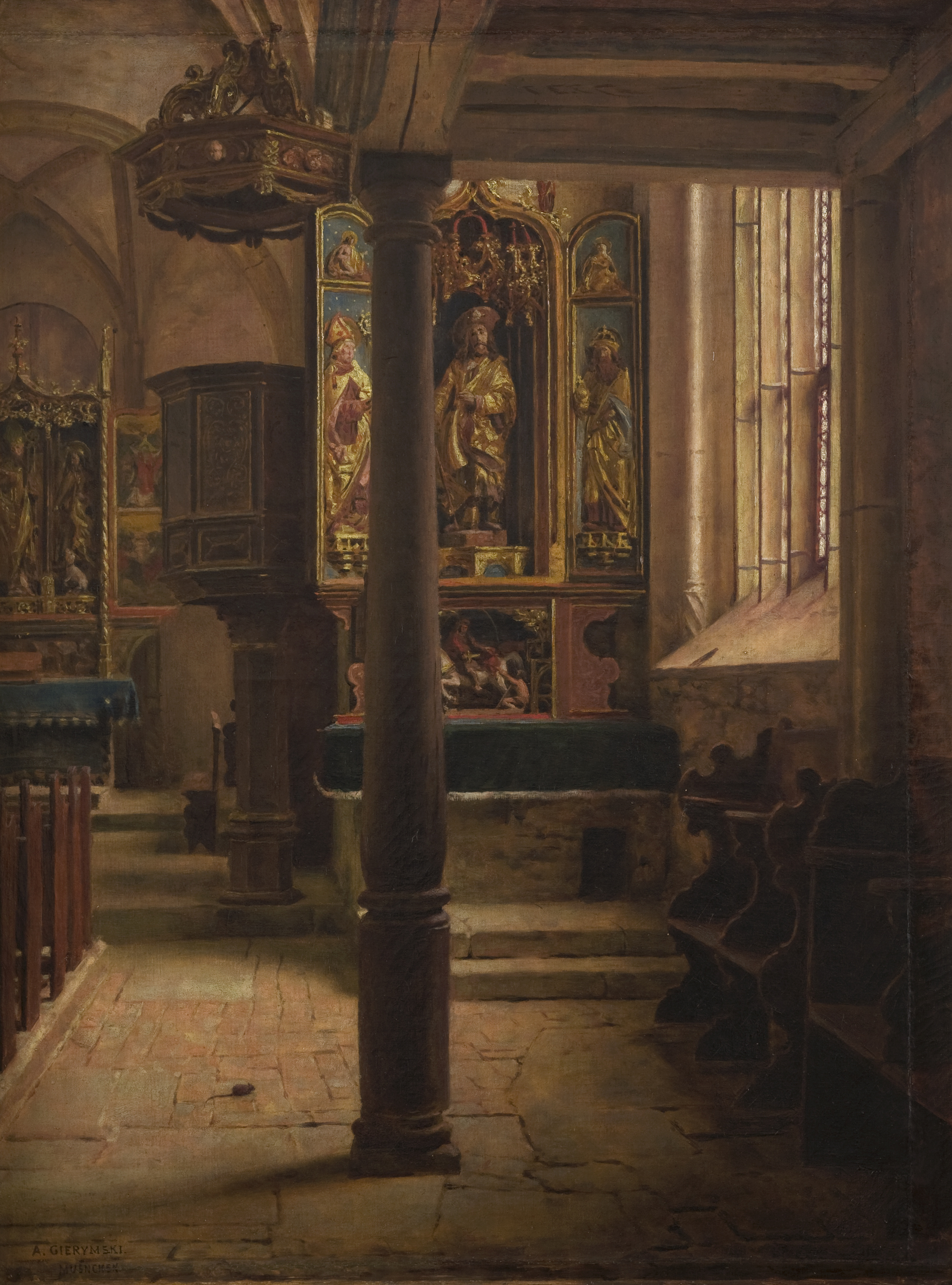
Wnętrze kościoła św. Wolfganga w Rothenburgu (1896–1897), Muzeum Narodowe w Krakowie
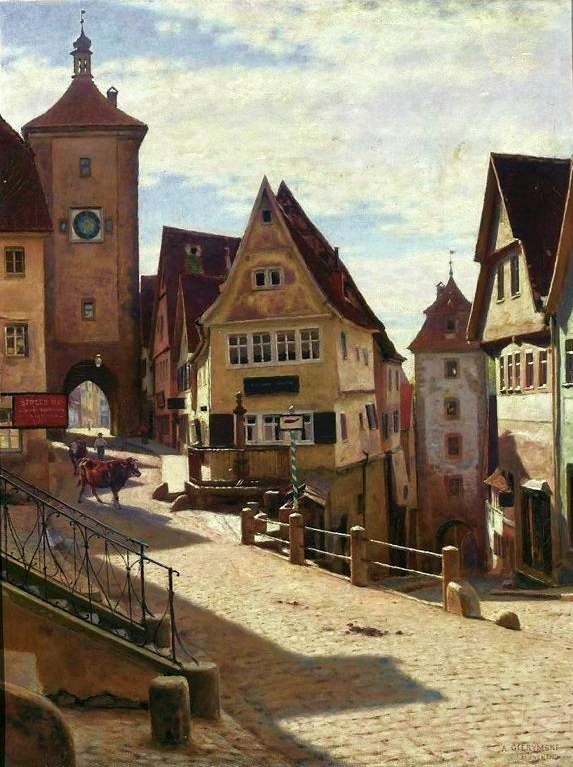
Fragment Rothenburga (1896-1897), Muzeum Narodowe w Warszawie
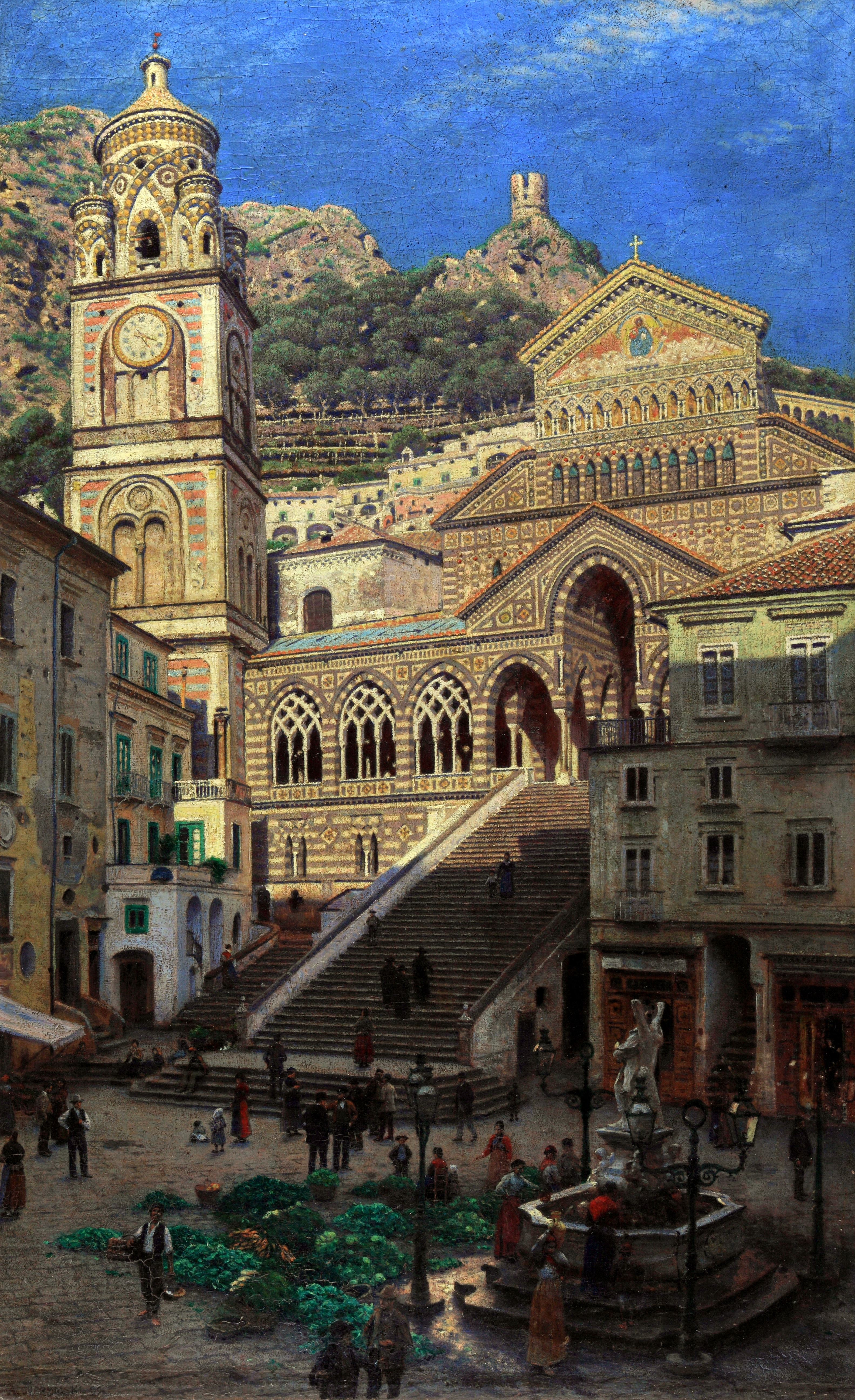
Katedra w Amalfi (1897–1898), Muzeum Narodowe w Kielcach
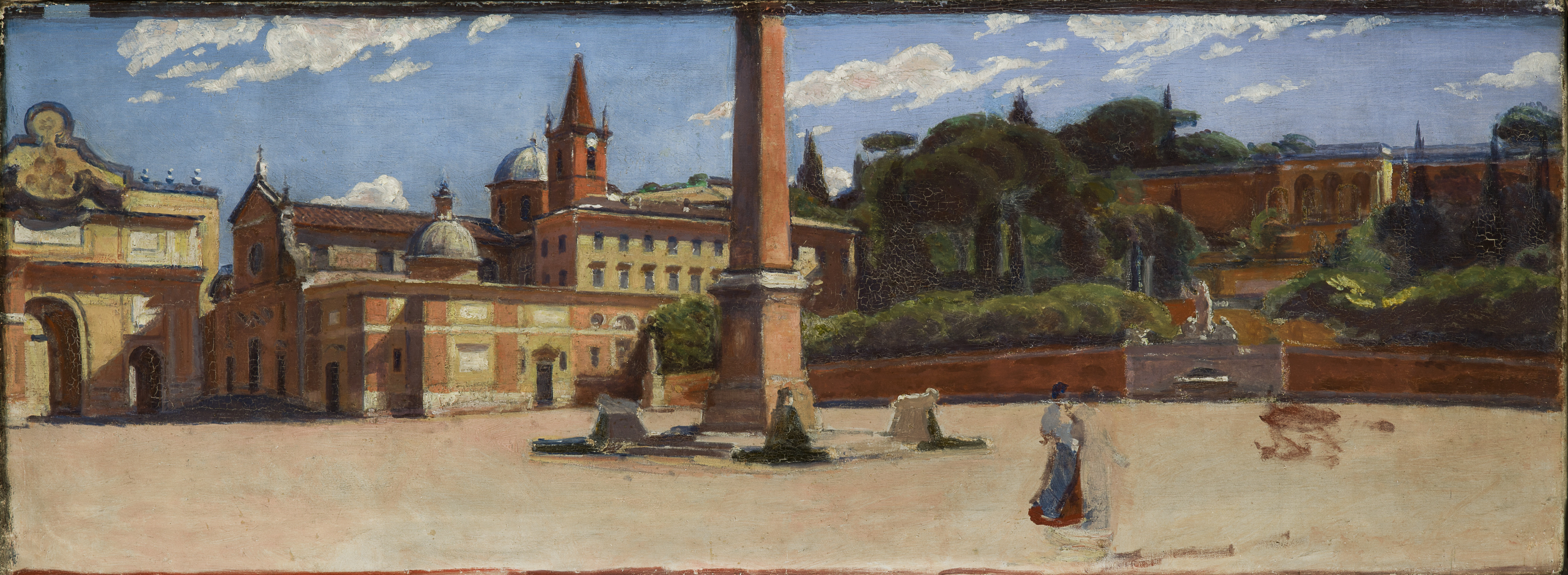
Piazza del Popolo w Rzymie (1900), Muzeum Narodowe w Krakowie
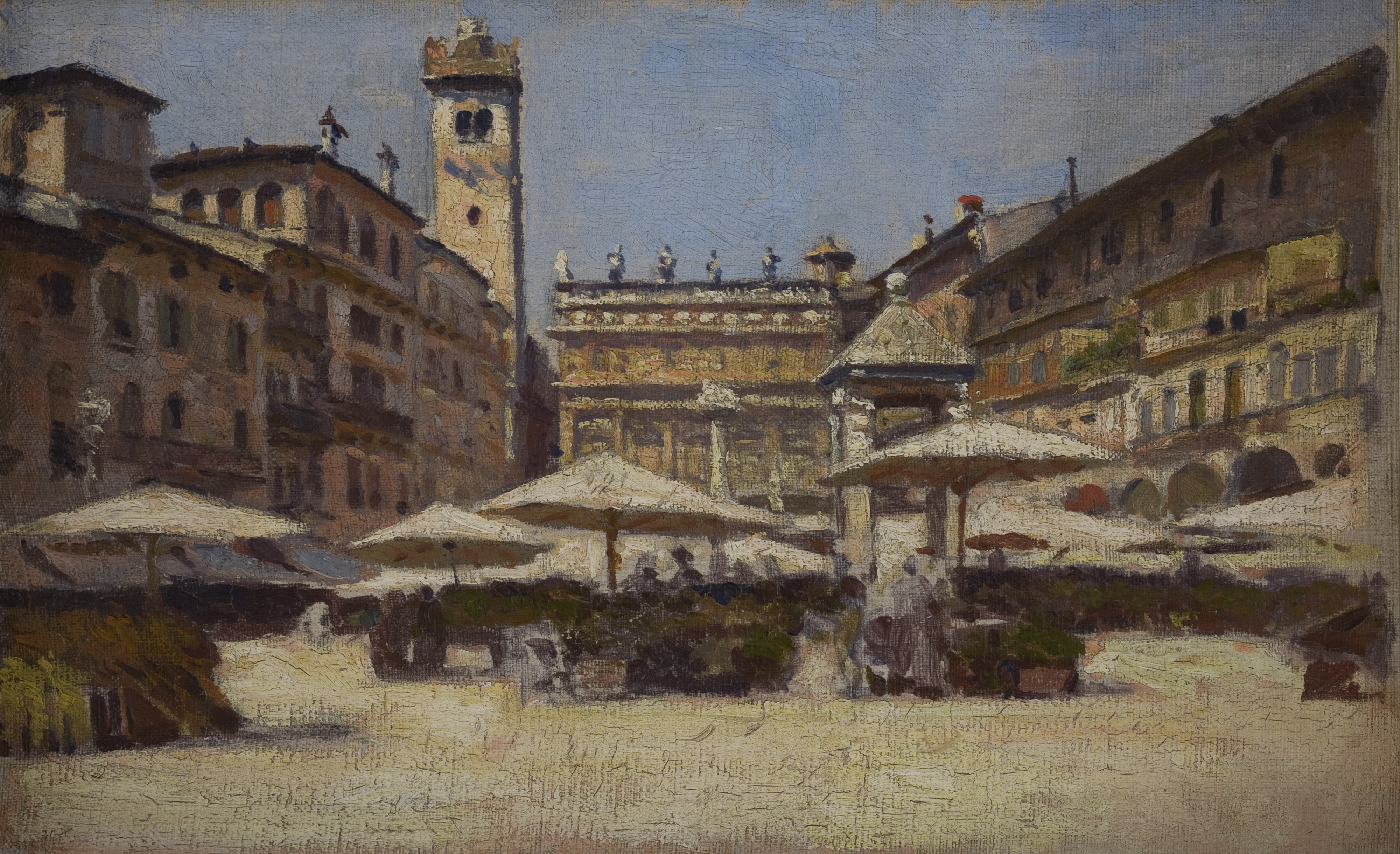
Piazza delle Erbe w Weronie (1900), Muzeum Narodowe w Krakowie
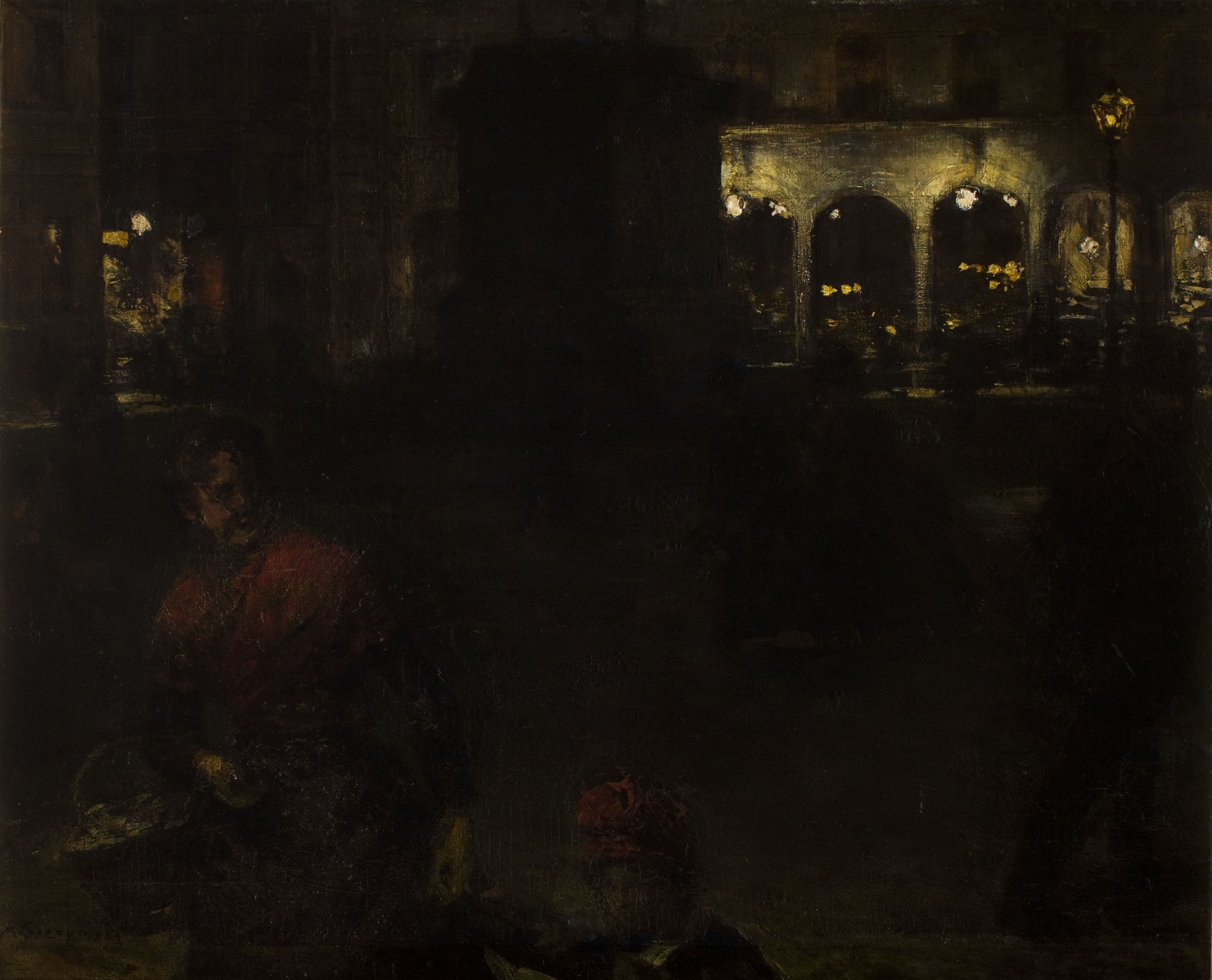
Motyw z placu Wittelsbachów w Monachium (1900–1901), Muzeum Narodowe w Krakowie
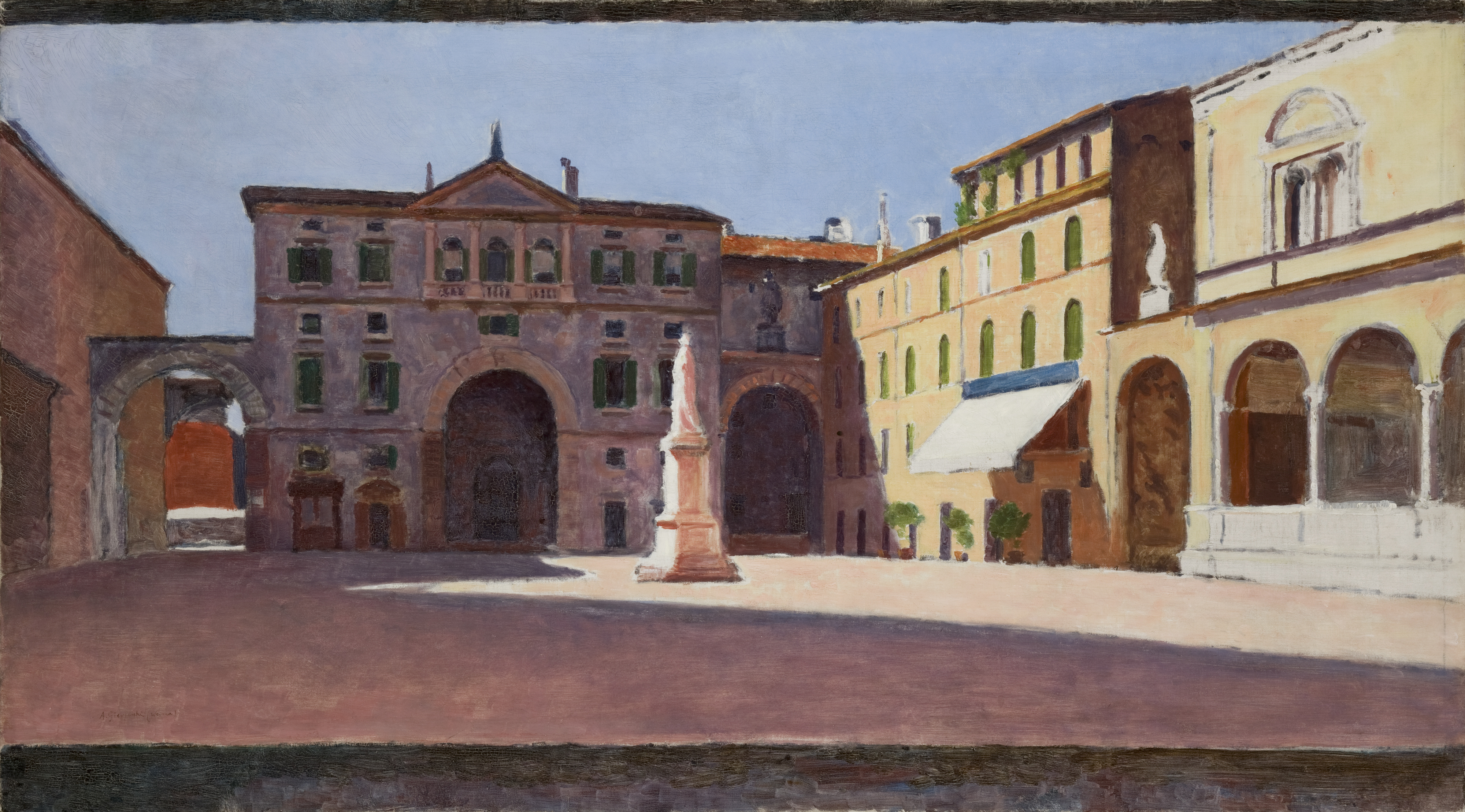
Piazza di Dante w Weronie (1900–1901), Muzeum Narodowe w Krakowie
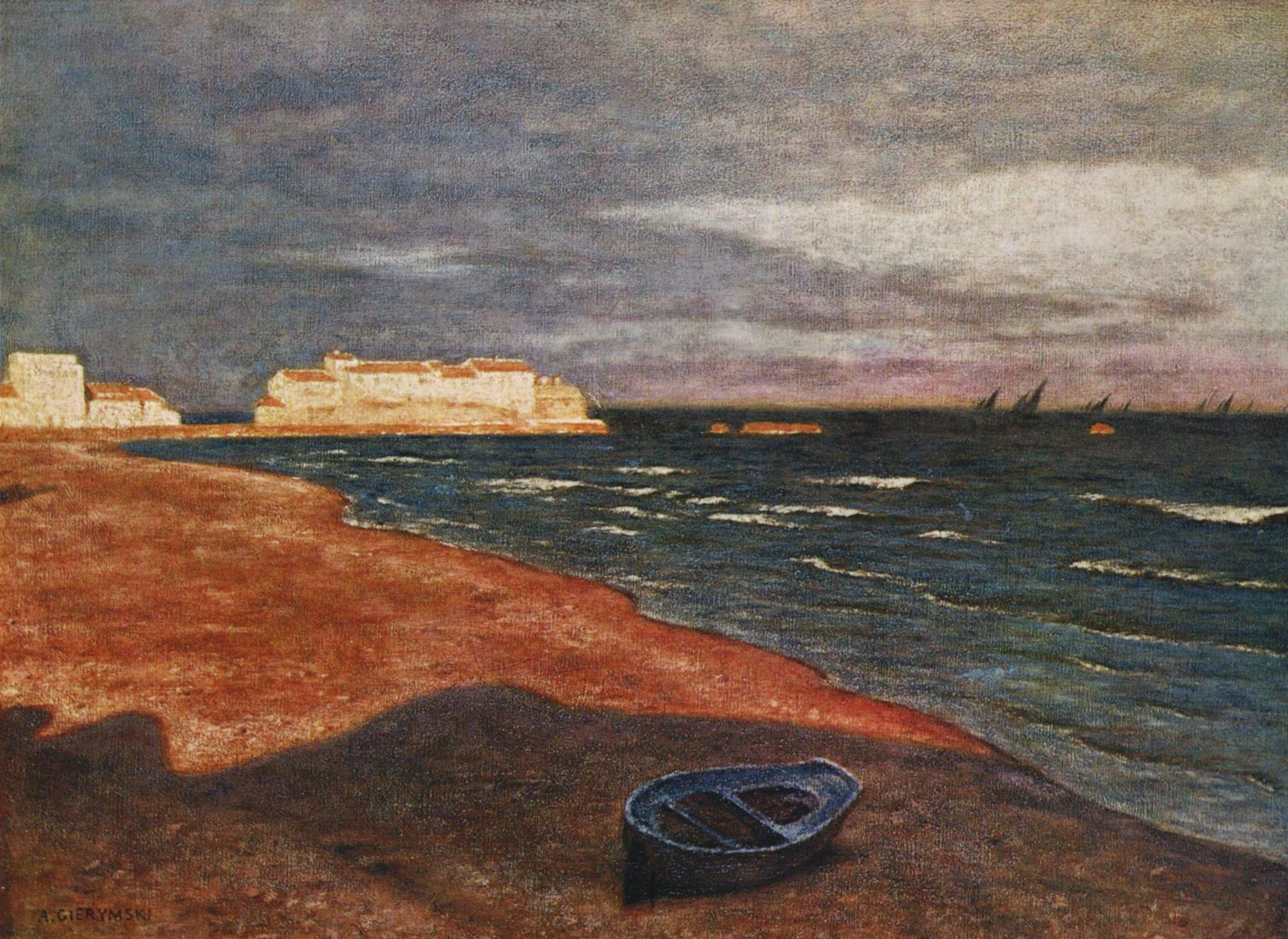
Morze (1901), Muzeum Narodowe w Warszawie
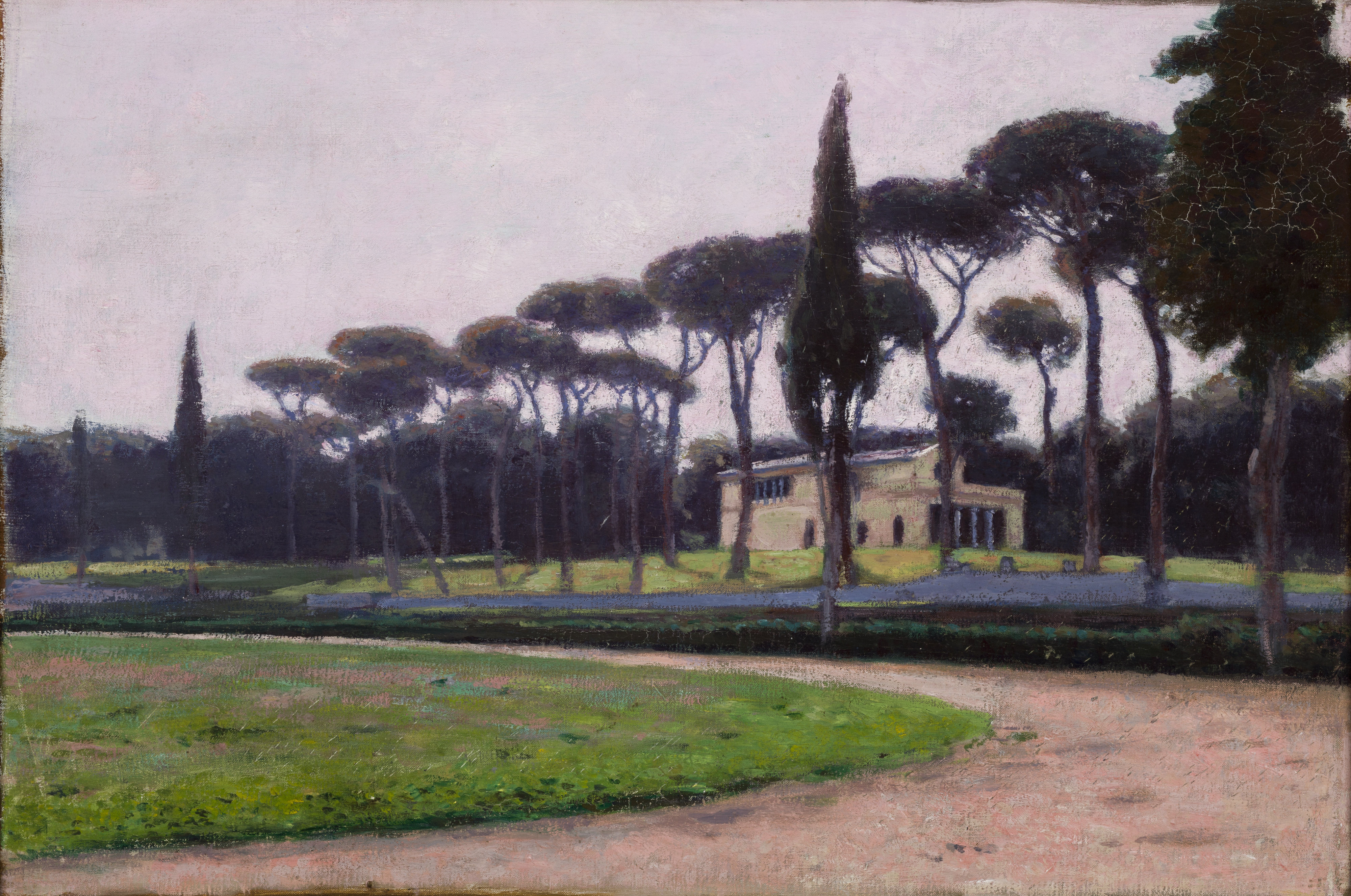
Villa Borghese w Rzymie (1902), Muzeum Narodowe w Krakowie